# Neuilly-sur-Marne
Pour les articles homonymes, voir Neuilly.
Neuilly-sur-Marne est une commune française située dans le département de la Seine-Saint-Denis en région Île-de-France.
Ses habitants sont appelés les Nocéens.

## Géographie

### Localisation

Vue de la commune de Neuilly-sur-Marne en rouge sur la carte de la « Petite Couronne » d'Île-de-France.

La commune est située à 13,1 km à l'est de Paris au Sud-Est du département de la Seine-Saint-Denis, sur un territoire de 686 ha. Son relief est relativement plat sauf en bordure du plateau d'Avron. Elle se trouve à l'intersection de deux routes nationales, la RN 34, est-ouest, qui la relie à Paris par la porte de Vincennes et la RN 370 (nord-sud).

### Communes limitrophes
Les communes limitrophes sont  Bry-sur-Marne, Gagny, Gournay-sur-Marne, Neuilly-Plaisance, Noisy-le-Grand, Rosny-sous-Bois et Villemomble.
| Villemomble       | Gagny             | Gagny, Chelles (quadripoint)(Seine-et-Marne) |
| Neuilly-Plaisance | Neuilly-sur-Marne | Gournay-sur-Marne                            |
|                   | Noisy-le-Grand    | Noisy-le-Grand                               |

### Hydrographie
La commune est bordée au sud par la rivière la Marne et le « canal de Chelles » ainsi que les étang du parc départemental de la Haute-Île.
La Marne est l'un des principaux affluents de la Seine.
La pollution a conduit à l'interdiction de la baignade dans la Marne dans les années 1970 portant un coup au tourisme autour des guinguettes. Les investissements des collectivités locales et de l’État en vue des Jeux olympiques de 2024 rendent possible la réouverture de sites de baignade à compter de l'été 2026 à Neuilly-sur-Marne.

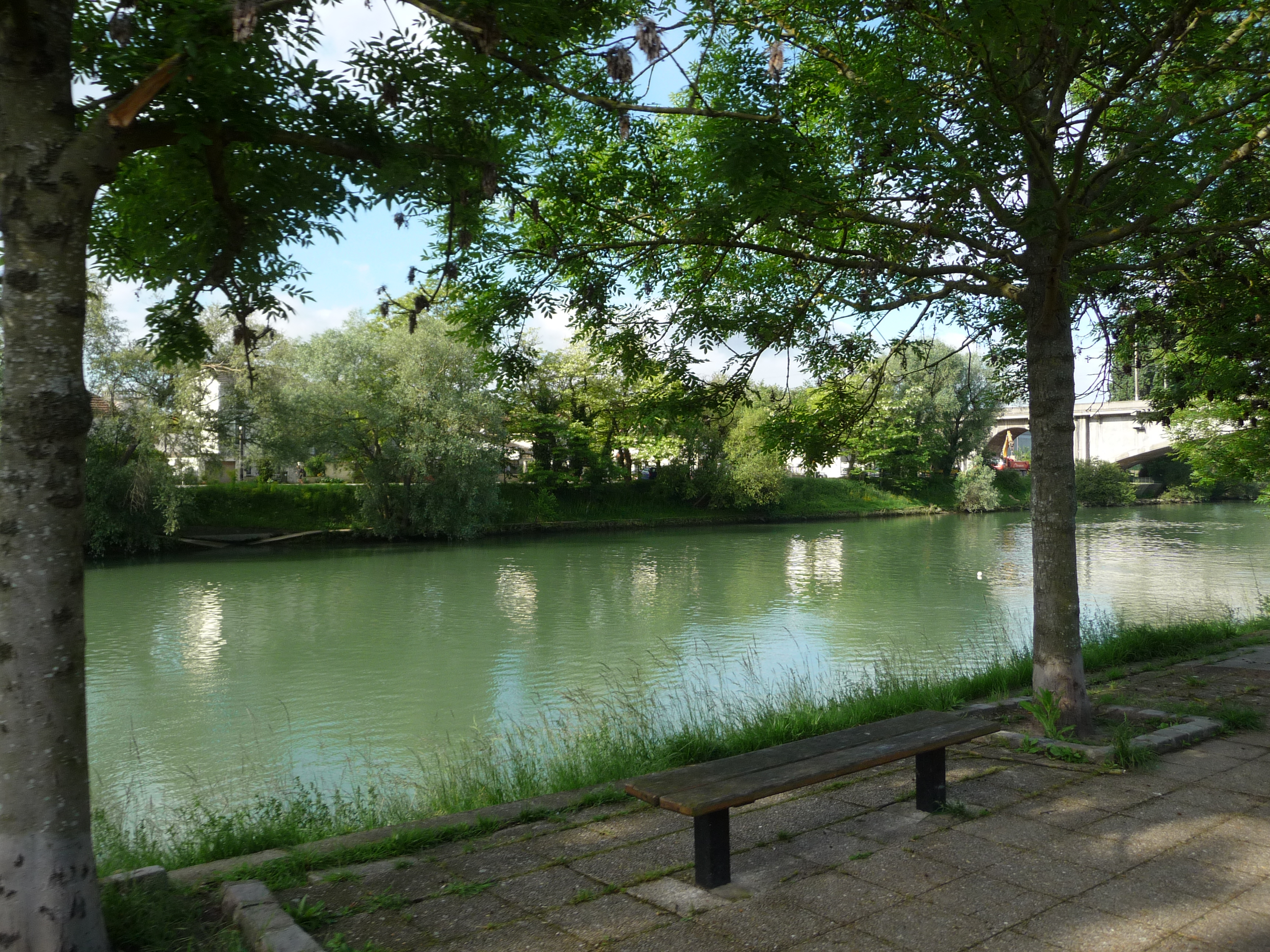
La Marne.
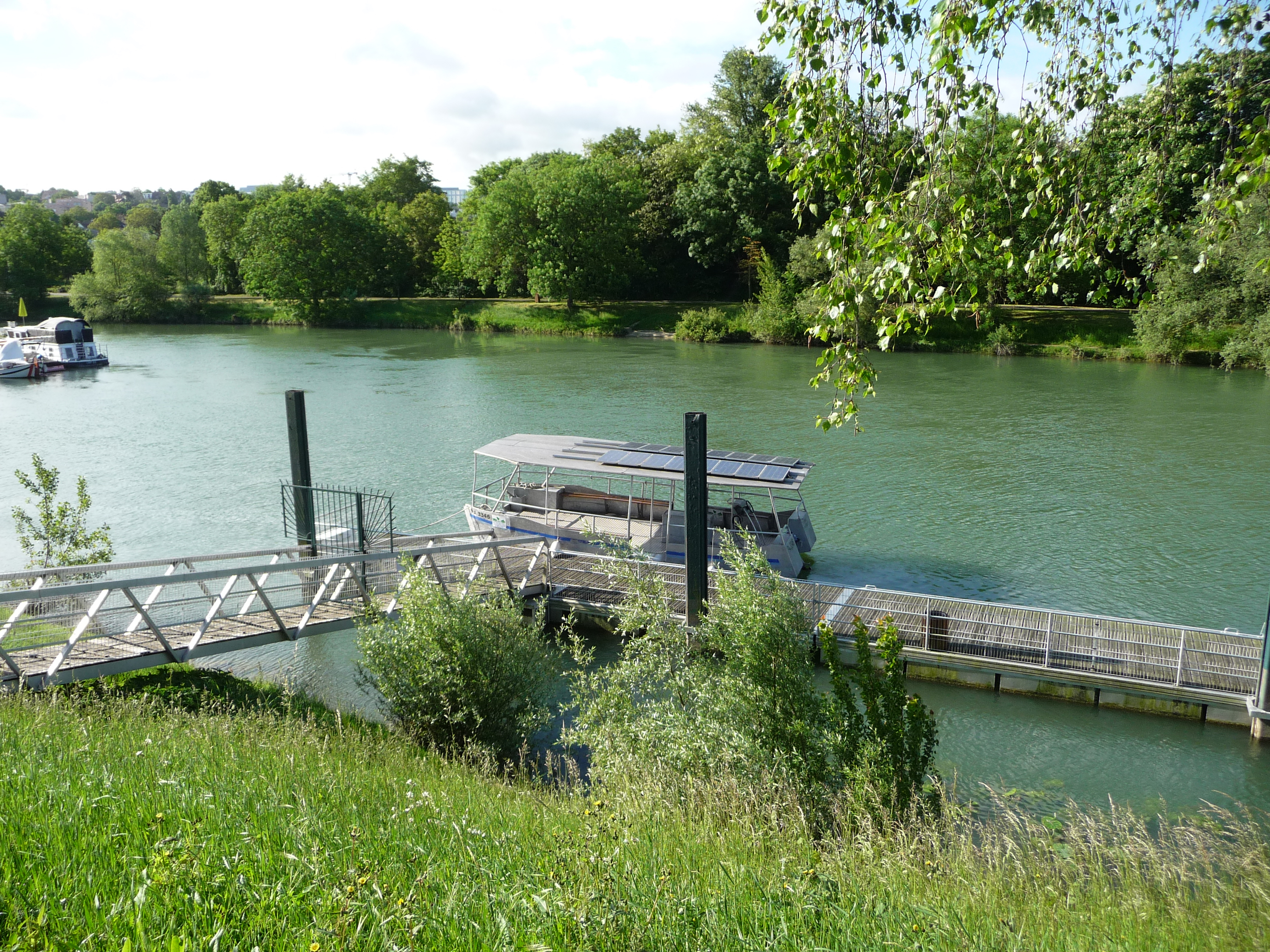
Débarcadère.
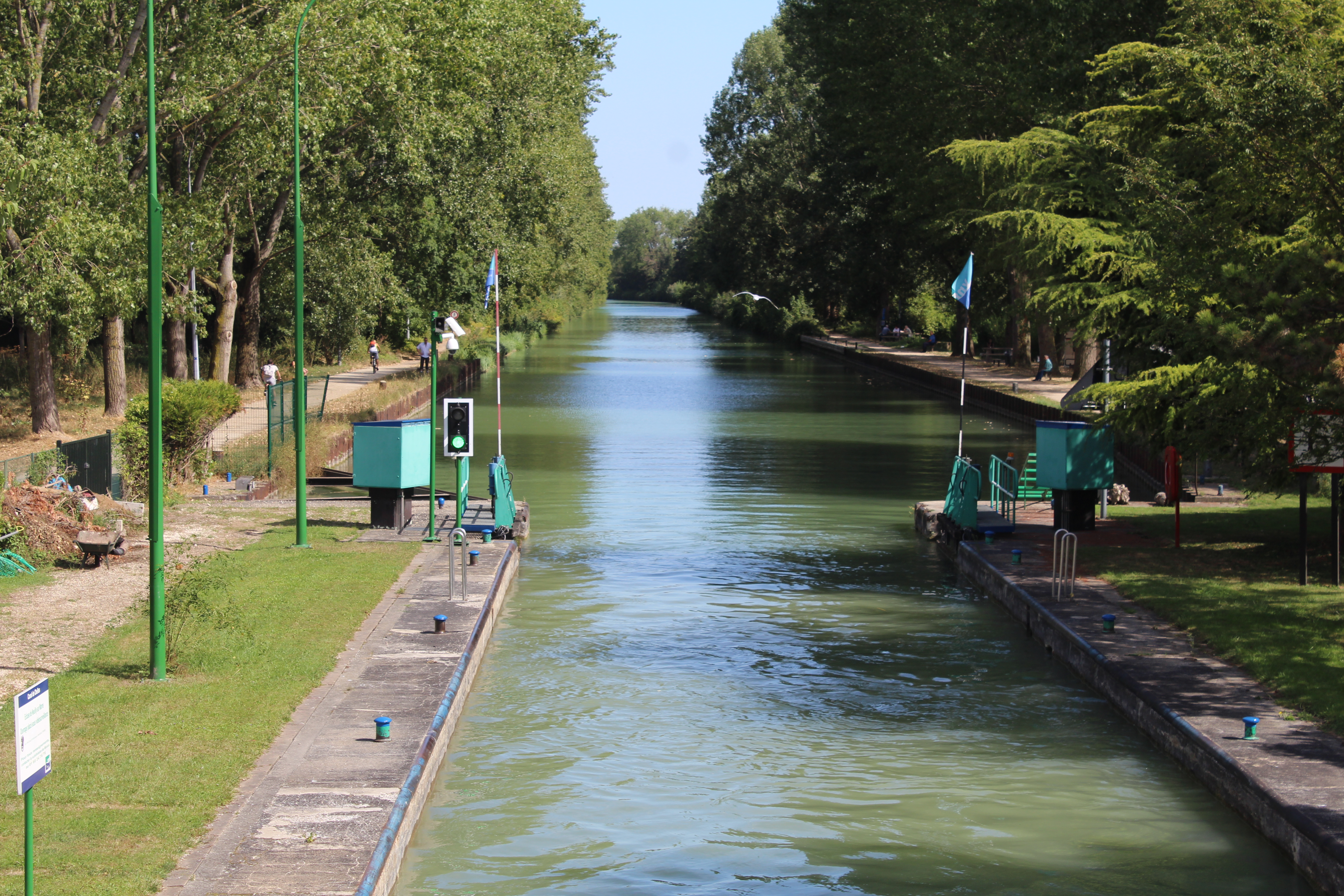
Le canal de Chelles et son écluse.
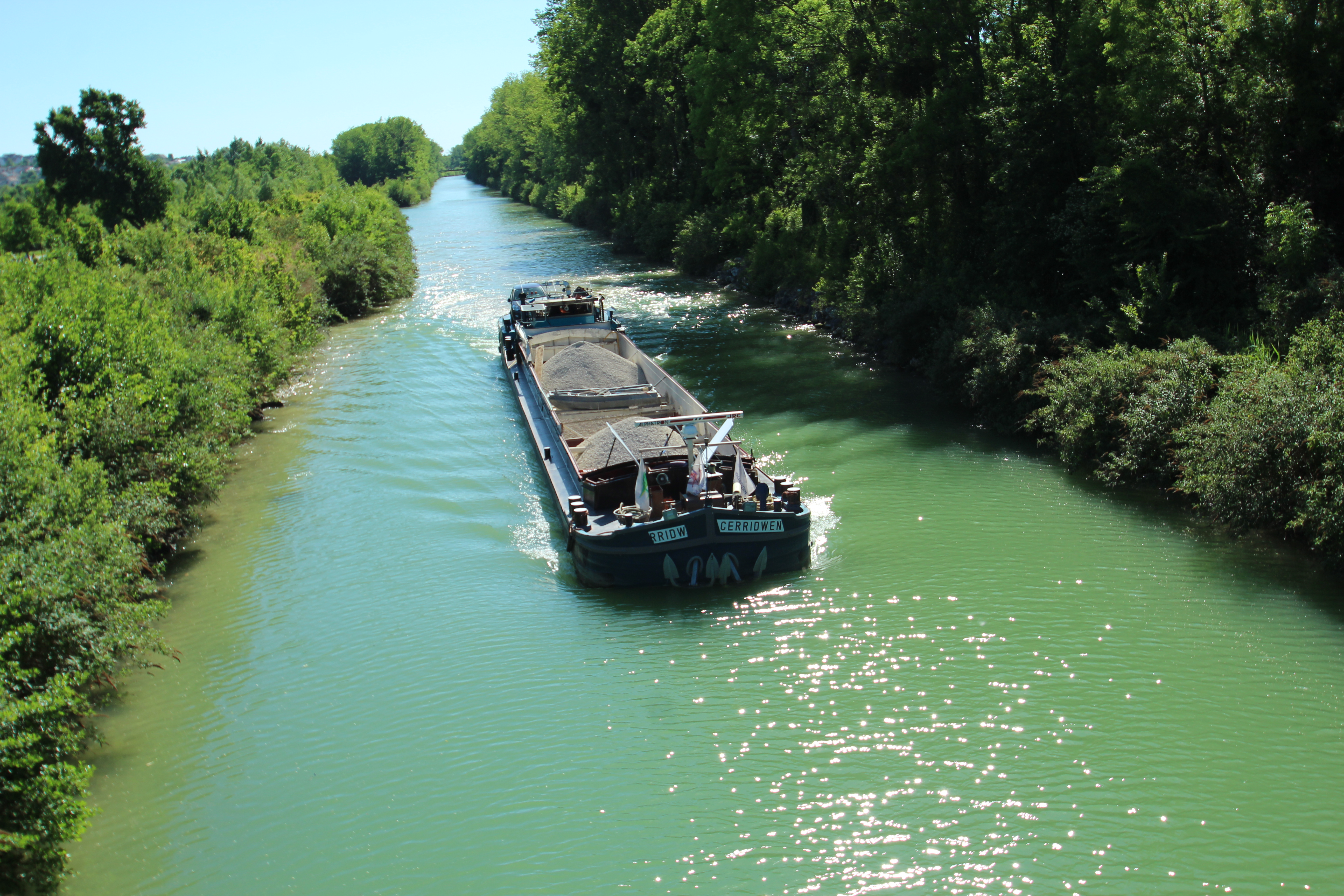
Péniche au parc départemental de la Haute-Île.

### Climat
En 2010, le climat de la commune est de type climat océanique dégradé des plaines du Centre et du Nord, selon une étude du CNRS s'appuyant sur une série de données couvrant la période 1971-2000. En 2020, Météo-France publie une typologie des climats de la France métropolitaine dans laquelle la commune est exposée à un climat océanique altéré et est dans la région climatique Sud-ouest du bassin Parisien, caractérisée par une faible pluviométrie, notamment au printemps (120 à 150 mm) et un hiver froid (3,5 °C).
Pour la période 1971-2000, la température annuelle moyenne est de 11,7 °C, avec une amplitude thermique annuelle de 15,5 °C. Le cumul annuel moyen de précipitations est de 665 mm, avec 10,8 jours de précipitations en janvier et 7,7 jours en juillet. Pour la période 1991-2020, la température moyenne annuelle observée sur la station météorologique installée dans la commune est de 12,3 °C et le cumul annuel moyen de précipitations est de 721,2 mm,. Pour l'avenir, les paramètres climatiques de la commune estimés pour 2050 selon différents scénarios d'émission de gaz à effet de serre sont consultables sur un site dédié publié par Météo-France en novembre 2022.
| Mois                                  | jan.           | fév.             | mars          | avril         | mai           | juin          | jui.          | août          | sep.          | oct.            | nov.            | déc.            | année     |
| ------------------------------------- | -------------- | ---------------- | ------------- | ------------- | ------------- | ------------- | ------------- | ------------- | ------------- | --------------- | --------------- | --------------- | --------- |
| Température minimale moyenne (°C)     | 2,1            | 1,9              | 4             | 6,2           | 9,8           | 13,1          | 15,1          | 14,7          | 11,2          | 8,5             | 5               | 2,6             | 7,8       |
| Température moyenne (°C)              | 4,9            | 5,4              | 8,5           | 11,5          | 15,1          | 18,4          | 20,7          | 20,4          | 16,6          | 12,7            | 8,1             | 5,4             | 12,3      |
| Température maximale moyenne (°C)     | 7,7            | 9                | 13,1          | 16,8          | 20,4          | 23,8          | 26,2          | 26,2          | 22            | 16,9            | 11,3            | 8,1             | 16,8      |
| Record de froid (°C) date du record   | −17 17.01.1985 | −12,5 08.02.1991 | −9,5 13.03.13 | −4,3 06.04.21 | −0,6 06.05.19 | 4 04.06.01    | 7,5 31.07.15  | 5 30.08.1986  | 1,5 30.09.18  | −4,5 30.10.1997 | −8,7 24.11.1998 | −8,9 29.12.1996 | −17 1985  |
| Record de chaleur (°C) date du record | 16,6 28.01.02  | 21,4 27.02.19    | 26,9 31.03.21 | 29,9 20.04.18 | 33,1 27.05.05 | 38,3 27.06.11 | 42,5 25.07.19 | 40,5 12.08.03 | 36,3 08.09.23 | 29,7 03.10.11   | 22,5 08.11.15   | 18 07.12.00     | 42,5 2019 |
| Précipitations (mm)                   | 57,7           | 50,6             | 51,5          | 50,2          | 72,4          | 62,4          | 64,4          | 60,4          | 52,2          | 60,5            | 62,8            | 76,1            | 721,2     |

## Urbanisme

### Typologie
Au 1er janvier 2024, Neuilly-sur-Marne est catégorisée grand centre urbain, selon la nouvelle grille communale de densité à sept niveaux définie par l'Insee en 2022.
Elle appartient à l'unité urbaine de Paris, une agglomération inter-départementale regroupant 407  communes, dont elle est une commune de la banlieue,,. Par ailleurs la commune fait partie de l'aire d'attraction de Paris, dont elle est une commune du pôle principal,. Cette aire regroupe 1 929 communes,.

### Habitat et logement
En 2019, le nombre total de logements dans la commune était de 15 001, alors qu'il était de 14 071 en 2014 et de 13 500 en 2009.
Parmi ces logements, 95,5 % étaient des résidences principales, 0,4 % des résidences secondaires et 4,1 % des logements vacants. Ces logements étaient pour 20,6 % d'entre eux des maisons individuelles et pour 78,2 % des appartements.
Le tableau ci-dessous présente la typologie des logements à Neuilly-sur-Marne en 2019 en comparaison avec celle de la Seine-Saint-Denis et de la France entière. Une caractéristique marquante du parc de logements est ainsi une proportion de résidences secondaires et logements occasionnels (0,4 %) inférieure à celle du département (1,1 %) mais supérieure à celle de la France entière (9,7 %). Concernant le statut d'occupation de ces logements, 43,3 % des habitants de la commune sont propriétaires de leur logement (45,4 % en 2014), contre 38,9 % pour la Seine-Saint-Denis et 57,5 pour la France entière.
| Typologie                                               | Neuilly-sur-Marne | Seine-Saint-Denis | France entière |
| ------------------------------------------------------- | ----------------- | ----------------- | -------------- |
| Résidences principales (en %)                           | 95,5              | 92,9              | 82,1           |
| Résidences secondaires et logements occasionnels (en %) | 0,4               | 1,1               | 9,7            |
| Logements vacants (en %)                                | 4,1               | 6                 | 8,2            |

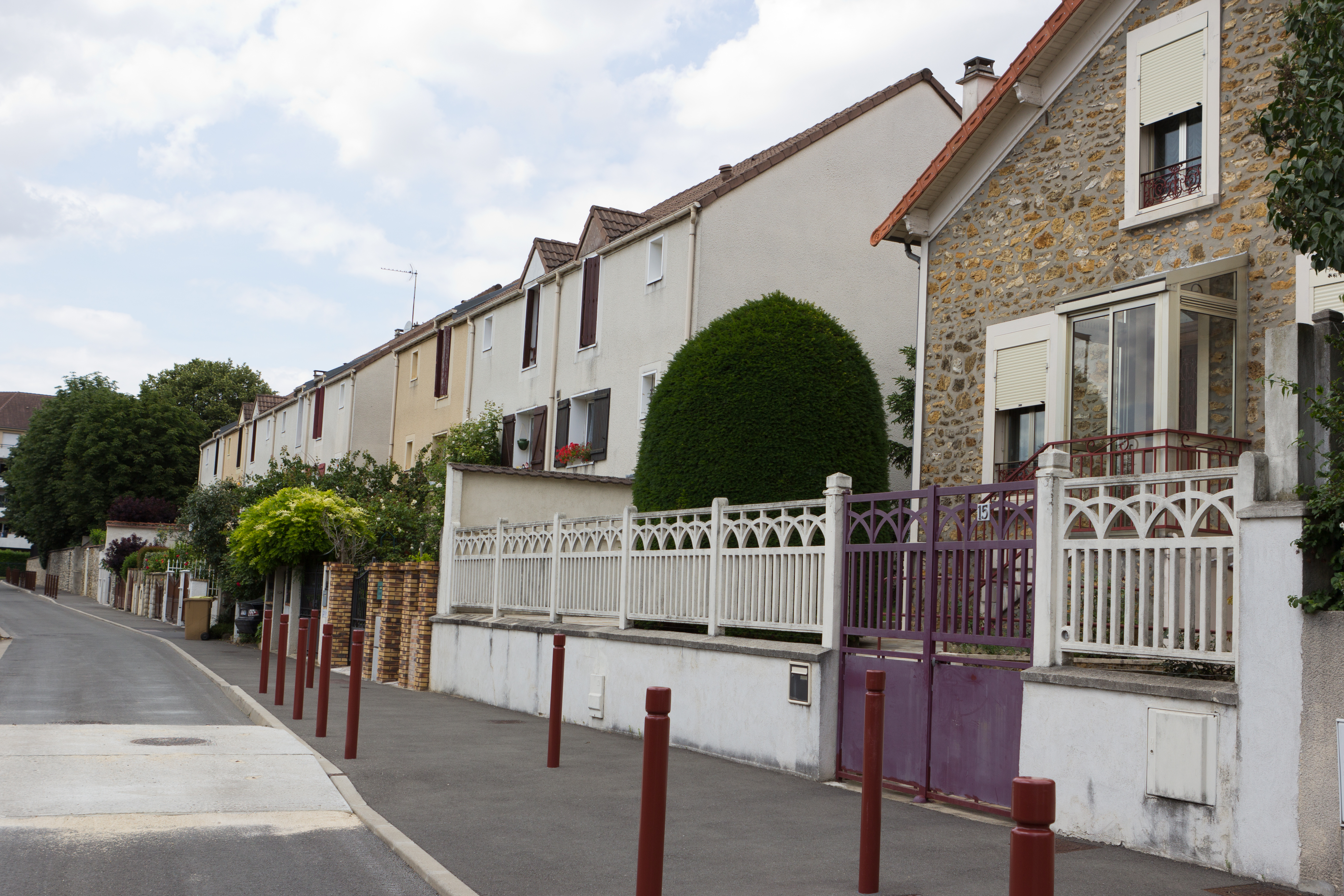
Rue du Jeu-de-Paume.
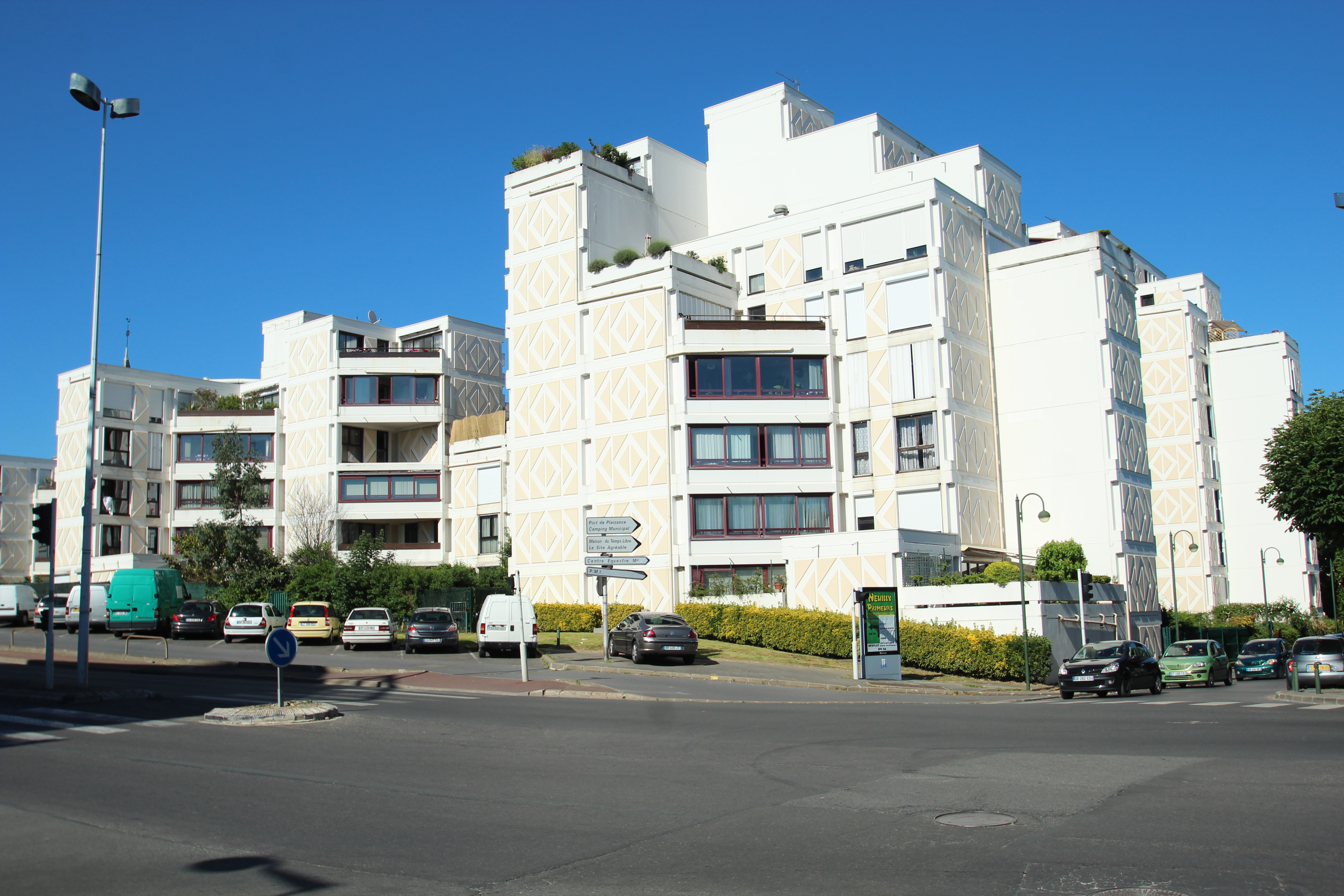
Rue Marx Dormoy.
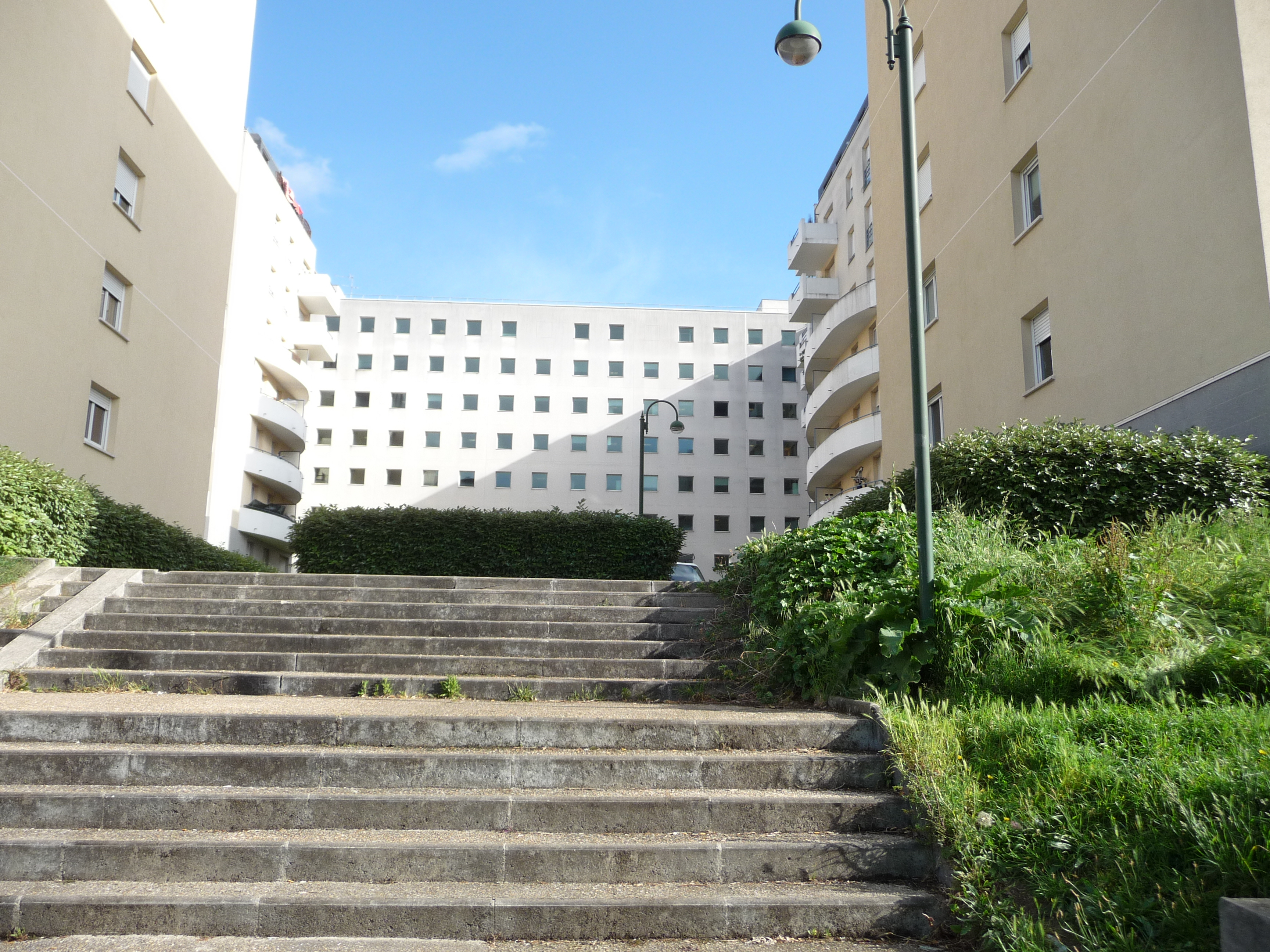
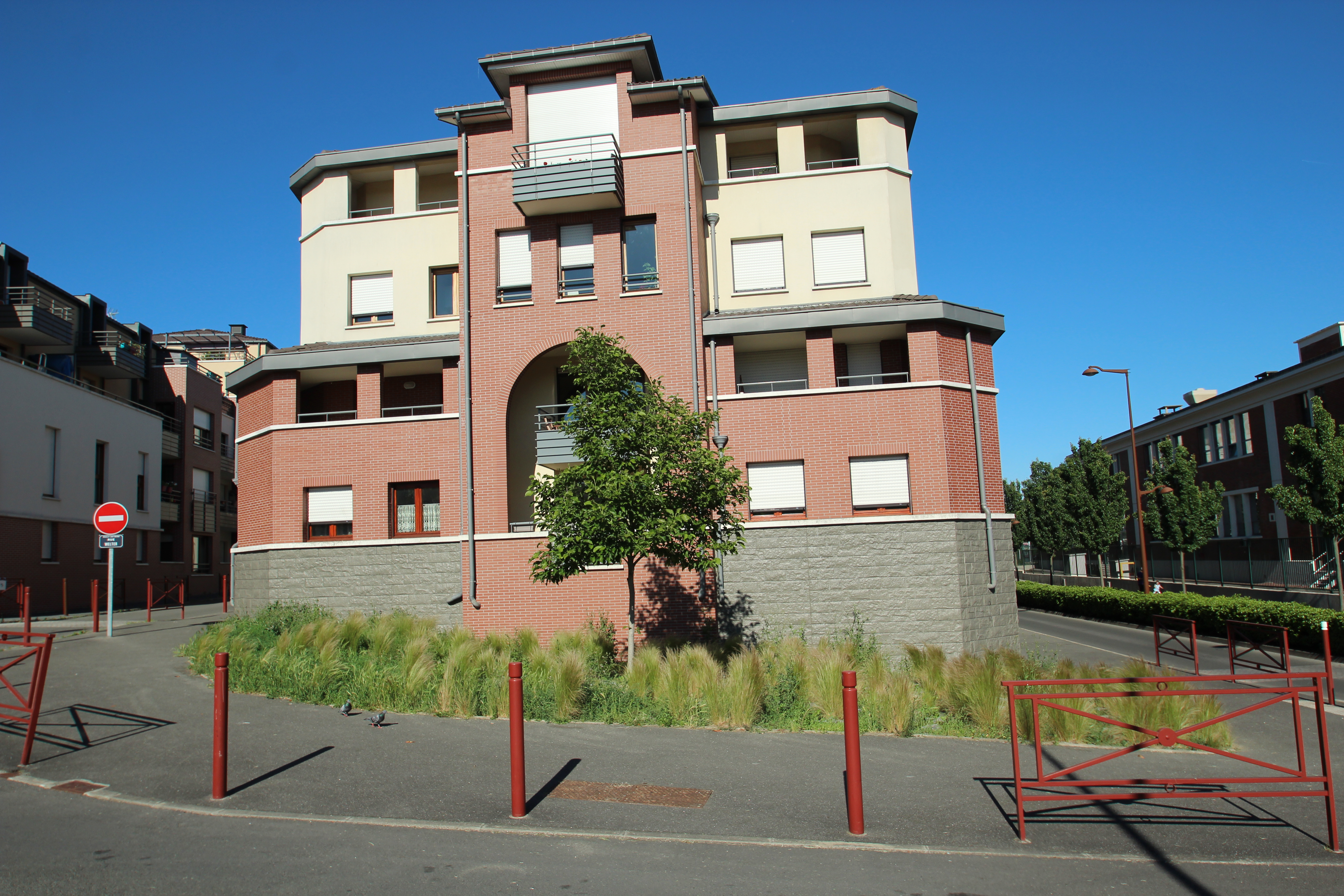
rue du Docteur Robert Schapira

### Voies de communication et transports
La ville est desservie par deux grandes avenues : la N 34 et N 370 se rejoignant au centre-ville et permettant d'accéder aux autoroutes A4 et A86.
La ville est desservie par des lignes de bus du réseau RATP ; les lignes 113, 114 (service scolaire), 127, 203, 214, 221, 303, la N34 du Noctilien ainsi que la ligne 643 du réseau TRA. Ces lignes de bus permettent notamment aux Nocéens de rejoindre les gares de Neuilly-Plaisance du RER A, du Vert-Galant du RER B, de Gagny et Chénay-Gagny du RER E et de Chelles RER E et ligne P du Transilien.

## Toponymie

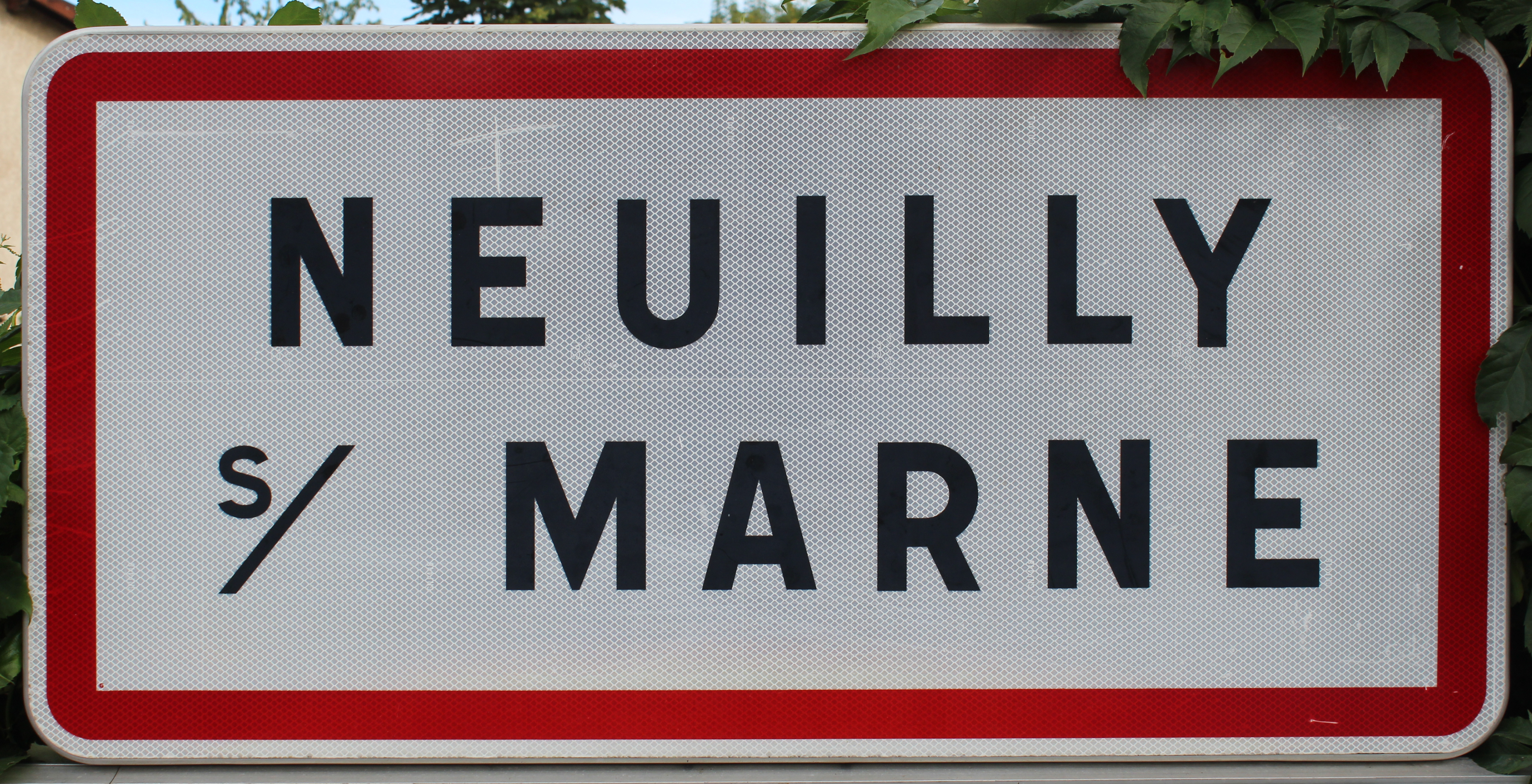
Panneau d'entrée dans la ville.

La localité s'appelait autrefois Nobiliacum en 1195, Nulliacum en 1351.

## Histoire

### Néolithique
Les traces de présence humaine à Neuilly-sur-Marne remontent au Paléolithique moyen (300 000 av. J.-C.). Des vestiges d'habitats ont été découverts dans le parc départemental de la Haute-Île. D'autres vestiges attestent aussi de la présence humaine au bord de la Marne, il y a 5 000 ans. Peut-être associée aux occupations, une nécropole de huit tombes du Néolithique final, découverte en 1842 dans la Haute-Île, elle a livré un abondant mobilier : dans l'une des sépultures a été retrouvé le squelette d'un chien, une autre sépulture a livré deux haches polies en silex, une lame en silex, un poinçon en os, une perle, deux coquilles biforées, un fragment de rostre de bélemnite et une hache bipenne en métahornblendite.

### Antiquité
Les Gaulois, eux aussi, ont occupé le site et un gué en parfait état a été découvert sur l'ancien bras de la Marne près de la presqu'île. On note également la présence du Nobiliacum, terre du Gallo-Romain Nobiles.

### Moyen Âge
Le nom primitif de Neuilly viendrait d’un terme latin tardif signifiant « terres nouvellement défrichées ». En effet, à cette époque, la forêt de Bondy s’étendait jusqu'à la Marne. La première citation du nom de la ville est datée de 998 dans une charte de Robert le Pieux dite « la Charte de Burchard ». Au XIIe siècle, l'abbé de Neuilly-sur-Marne Foulques de Neuilly se fait remarquer par ses remarquables qualités de prêcheur. Sa devise, Diex el volt (« Dieu le veut »). Il se voit confier par le pape Innocent III et saint Bernard, la quatrième croisade. La construction de l’église Saint-Baudile est entreprise à son initiative en 1198. Les piliers sont taillés sur le modèle de Notre-Dame de Paris. Elle est caractérisée par le mélange des deux styles roman et gothique (ogival). Foulques revint mourir dans sa cure, et fut inhumé dans l'église de Neuilly. En 1194, le domaine de Herardivillam, Ville-Évrard fait partie du domaine royal, puis passe dans diverses successions seigneuriales.

### Renaissance
Au XVIIe siècle, Jean-Baptiste Du Hamel, curé de Neuilly, (1624-1706) obtient la destitution des titres de propriété des abbés de Saint-Maur.

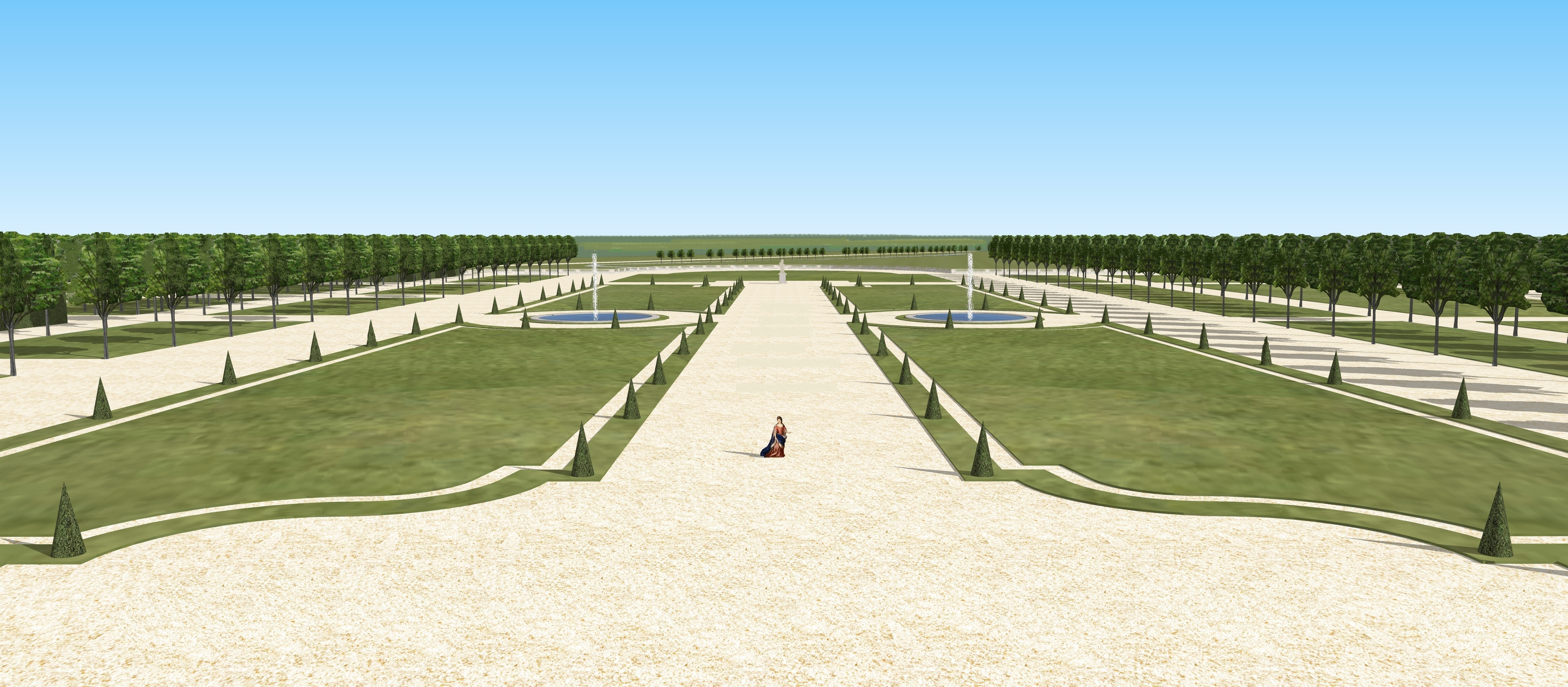
Restitution du grand parterre du château de Ville-Evrard, début XVIIIe siècle.

Au XVIIIe siècle, les abords du bourg sont dédiés aux cultures maraîchères. Autour des châteaux (Ville-Evrard, Avron, Maison-Blanche à Gagny), le territoire de la commune est constitué de prairies. Sur les coteaux les lieux-dits d'Avron, des Cahouettes, la Plâtrière et les Chanoux sont plantés de vignes.

### Révolution française et Empire
En 1789, la communauté villageoise tient ses réunions sous le porche de l’église. Jean-Pierre Hercend, chirurgien et notaire, est maire de 1790 à 1791 et de novembre 1792 à 1795. En 1792, le village compte 620 habitants. Le château de Ville-Évrard, confisqué comme bien national, est acquis par l'agriculteur exploitant du domaine. Le général Donzelot, né en 1764 et mort en 1843 à Neuilly, achète le château en 1801 et prend sa retraite à Ville-Evrard. De 1804 à 1825, il reconstitue le domaine où il reçoit entre autres ses amis Alfred de Vigny et Jean Gigoux. Sa tombe, évoquant l'Égypte où il avait participé à la campagne de Bonaparte, se trouve au cimetière de la ville.
De 1849 à 1869, le canal de Chelles (ou canal de Neuilly-sur-Marne à Vaires) est percé. Le domaine de Ville-Evrard est racheté en 1863 par le département de la Seine pour y installer un « asile d'aliénés » qui ouvre en 1868. Camille Claudel, Antonin Artaud entre autres y furent internés. En octobre 1944, lors de l'épuration, Louis Renault y fut détenu et « passé à tabac ». En 1870, lors du siège de Paris, combats sur le plateau d'Avron et dans le parc même de Ville-Evrard. De 1884 à 1889, la construction du premier pont sur la Marne. Auparavant, la traversée d’une rive à l’autre était possible grâce à un bac. En 1887, l'ouverture de la ligne de tramways « Vincennes — Ville-Evrard » des Chemins de fer nogentais avec traction à air comprimé, puis électrique à partir de 1900. En 1934, un réseau d'autobus prendra le relais.
Le 13 avril 1892, la commune de Neuilly-Plaisance est créée par décret à partir d'un tiers environ du territoire de Neuilly-sur-Marne. En 1894, construction de l’usine de la Compagnie des Eaux. En 1895, l'école du Centre (baptisée Louis-Amiard en 1935) est la première inaugurée dans la commune. Jusqu'à cette date, les classes de filles et de garçons partageaient les locaux de la mairie. En 1898, à partir de 1896, est construit un deuxième asile en face du précédent, réservé aux femmes, qui recevra ses premiers malades en 1900. Appelé asile de Maison-Blanche, il est reconverti pendant la Première Guerre mondiale en hôpital militaire.

### Époque contemporaine

Neuilly-Plaisance au tout début du XXe siècle
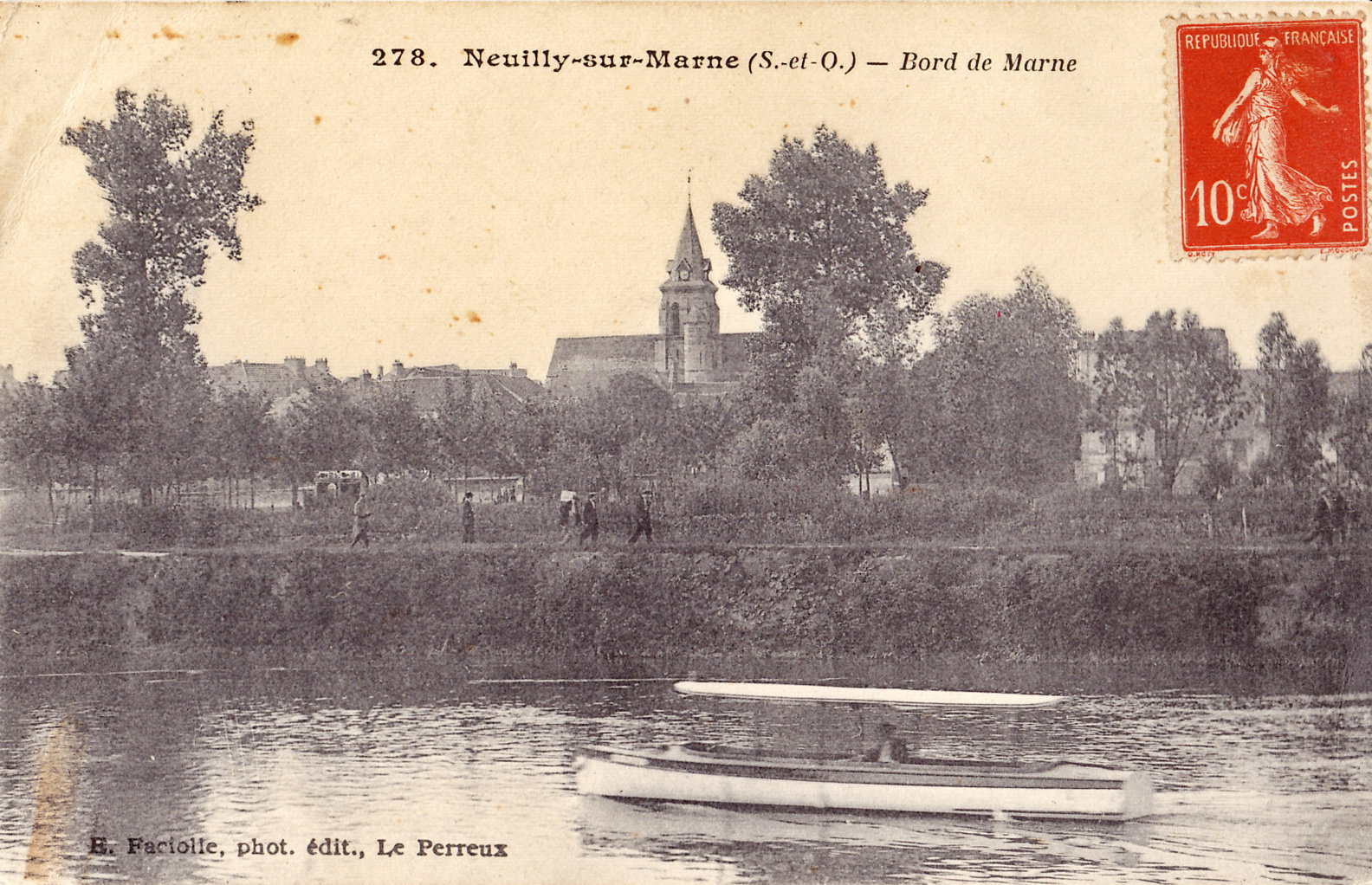
Bords de Marne.
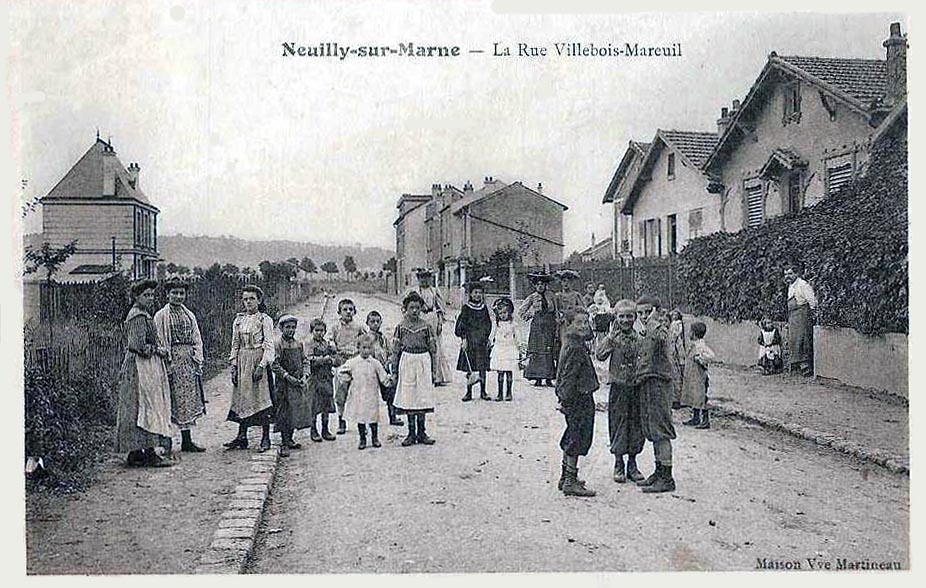
Neuilly-sur-Marne - La rue Villebois-Mareuil.
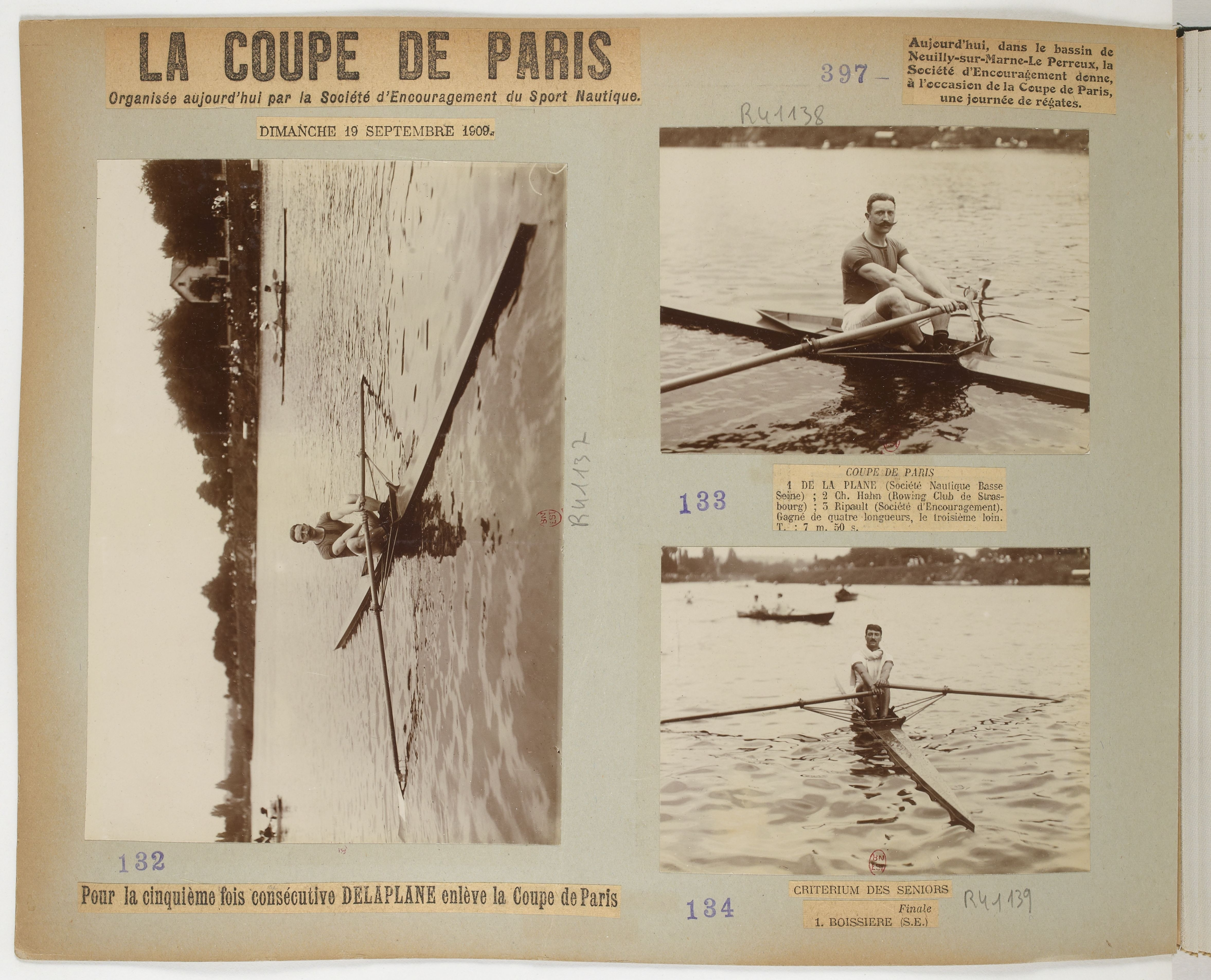
Régates en 1909.

Au XXe siècle, l'extension des lotissements prend de l'ampleur. Ils se développent autour du bourg et de la route nationale no 34 : les 24-Arpents, la Maltournée, l’Épi d'or, le Pré fleuri, les Verdoyants, la Guette, ainsi qu'au nord, aux lieux-dits les Fauvettes (le long du tracé de l'ancienne avenue de Maison Blanche, aujourd'hui rue Gaston-Navailhes) et les Enfers. Les inondations de 1910 provoquent d'importants dégâts jusque sur la place de l'Église.
Vers 1930 est construite la gare de chemin de fer par la Compagnie du Nord, qui dessert la ligne la Grande Ceinture complémentaire. Le service voyageurs ne fonctionne que quelques années, dès 1939 la gare est réservée au trafic marchandises. À l'est de la commune, en bordure de Gagny, est créé le lotissement de l'Avenir, qui sera équipé d'une école.
Depuis les années 2000, des travaux d'aménagement des bords de Marne (proche des hôpitaux et sur les terrains des hôpitaux psychiatriques) sont en cours ; à terme, des espaces verts et des espaces urbains verront le jour. Au cours de la rénovation de l'église Saint-Baudile courant 2006, un sarcophage mérovingien a été découvert.

## Politique et administration

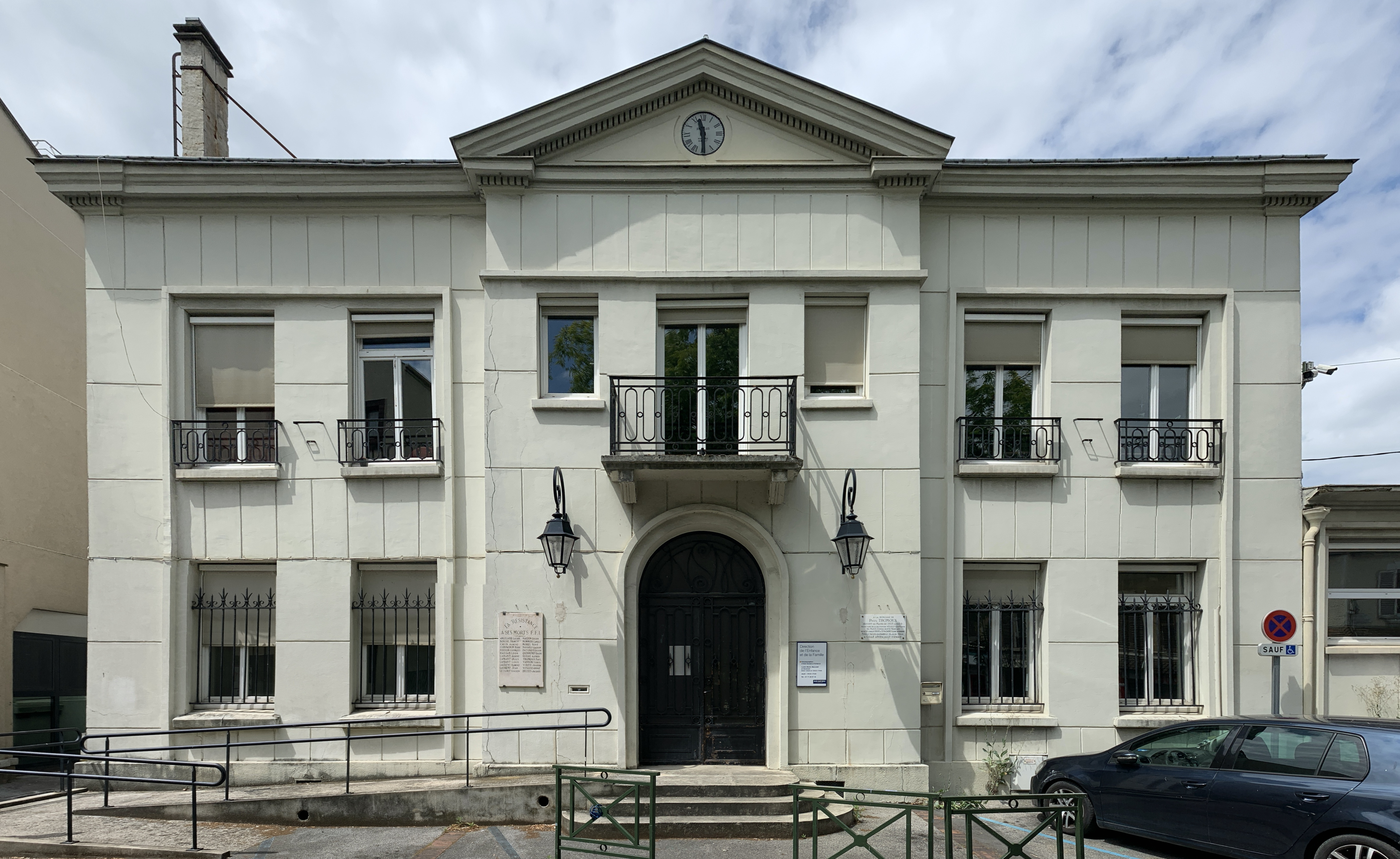
L'ancienne mairie.

### Rattachements administratifs et électoraux
Antérieurement à la loi du 10 juillet 1964 portant sur la réorganisation de la région parisienne, la commune faisait partie du département de Seine-et-Oise. Le remodelage des anciens départements de la Seine et de Seine-et-Oise fit que la commune appartiendra désormais au département de la Seine-Saint-Denis après un transfert administratif effectif au 1er janvier 1968. Elle est rattachée à l'arrondissement du Raincy.
Pour l'élection des députés, la ville fait partie depuis 2012 de la troisième circonscription de la Seine-Saint-Denis
La ville était rattachée de 1801 à 1881 au canton de Gonesse de Seine-et-Oise. Ce canton est scindé et la commune dépend de 1882 à 1964 au canton du Raincy. Dans le cadre de la mise en place de la Seine-Saint-Denis, elle devient chef-lieu et unique composante du canton de Neuilly-sur-Marne. Dans le cadre du redécoupage cantonal de 2014 en France, la commune intègre le canton de Gagny.

### Intercommunalité
Dans le cadre de la mise en œuvre de la volonté gouvernementale de favoriser le développement du centre de l'agglomération parisienne comme pôle mondial est créée, le 1er janvier 2016, la métropole du Grand Paris (MGP), à laquelle la commune, qui n'était membre d'aucune intercommunalité à fiscalité propre, a été intégrée.
Dans le cadre de la mise en place de la métropole du Grand Paris, la loi portant nouvelle organisation territoriale de la République du 7 août 2015 (loi NOTRe) prévoit la création d'établissements publics territoriaux (EPT), qui regroupent l'ensemble des communes de la métropole à l'exception de Paris, et assurent des fonctions de proximité en matière de politique de la ville, d'équipements culturels, socioculturels, socio-éducatifs et sportifs, d'eau et assainissement, de gestion des déchets ménagers et d'action sociale.
La commune a donc également été intégrée le 1er janvier 2016 à l'établissement public territorial Grand Paris - Grand Est.

### Tendances politiques et résultats
Lors du premier tour des Élections municipales de 2014 dans la Seine-Saint-Denis, la liste DVG menée par le maire sortant Jacques Mahéas obtient la majorité absolue des suffrages exprimés, avec 577 voix (64,98 %, 33 conseillers municipaux élus), devançant très largement les listes menées respectivement par :
  
- Zartoshte Bakhtiari (UMP-UDI, 1 741 voix, 19,60 %, 	3 conseillers municipaux élus) ;

- Abdelhak Kachouri (PS-PCF-EELV, 1 368 voix, 15,40 %, 3 conseillers municipaux élus).

Lors de ce scrutin, 50,53 % des électeurs se sont abstenus.
Lors de l'Élection présidentielle de 2017: 75,20 % pour Emmanuel Macron (REM), 24,80 % pour Marine Le Pen (FN), 72,81 % de participation.
Au second tour des élections municipales de 2020 dans la Seine-Saint-Denis, la liste DVD - LR - UDI - SL - Agir menée par Zartoshte Bakhtiari — qui avait fusionné avec celles menée au premier tour par  Joëlle Amozigh  (DVG) et par Djénéba Diaby  (LREM) — remporte la majorité absolue des suffrages exprimés (3 167 voix, 50,03 %, 30 conseillers municipaux élus dont un métropolitain), devançant de 5 voix celle PS - EÉLV - PCF - PRG - G·s menée par Yannick Trigance — qui avait le soutien du maire sortant  Jacques Mahéas, qui ne se représentait pas — avec 3 162 voix (49,96 %, 9 conseillers municipaux)
Lors de ce scrutin, marqué par la pandémie de Covid-19 en France, 63,13 % des électeurs se sont abstenus,.
Compte tenu de ce faible écart de voix, un recours est engagé par un électeur, qui serait un soutien de la liste battue. Le tribunal administratif de Montreuil a annulé l'élection jugeant, d'une part, illégale l'omission de la mention de nationalité portugaise de l'un des candidats de la liste battue sur les bulletins de vote, et d'autre part, que 50 émargements sur la liste électorale sont suspects. Saisi en appel, le Conseil d'État a confirmé le jugement du tribunal administratif et définitivement annulé l'élection municipale de 2020 et donc l'élection du maire Zartoshte Bakhtiari. De nouvelles élections municipales sont donc organisées et, lors du premier tour du 13 février 2022, la liste Sans étiquette soutenue par la droite menée par le maire invalidé Zartoshte Bakhtiari  remporte la majorité absolue avec 73,29 % des suffrages exprimés, devançant très largement les listes menées respectivement par : 

-  Yannick Trigance (PS, 23,23 %) ;

- Jamila Aïna (liste citoyenne, 3,47 %).

Lors de ce scrutin, 56,28 % des électeurs se sont abstenus.

### Liste des maires
| Période         | Période                   | Identité            | Étiquette   | Qualité |
| --------------- | ------------------------- | ------------------- | ----------- | --- |
| 1944            | 1944                      | Raymond Bilbor,     | PCF         | Cheminot |
| 1944            | 1953                      | Théophile Gaubert   | PCF         | Infirmier |
| 1953            | 1965                      | Raymond Bilbor      | PCF         | Retraité |
| 1965            | 1974                      | Raymond Chassagne   | DVD         | Notaire |
| 1974            | 1977                      | André Kremser       | DVD         | Ingénieur |
| 1977            | juillet 2020              | Jacques Mahéas,     | PS puis DVG | Principal de collège Sénateur de la Seine-Saint-Denis (1995 → 2011) Député de la Seine-Saint-Denis (1981 → 1993) Conseiller général de Neuilly-sur-Marne (1976 → 1982) Conseiller régional (1986 → 1988) Vice-président de l'EPT Grand Paris - Grand Est (2016 → 2020) |
| juillet 2020    | décembre 2021             | Zartoshte Bakhtiari | DVD         | Avocat Vice-président de l'EPT Grand Paris - Grand Est (2020 → 2021) Élection municipale de 2020 annulée par le Conseil d'État |
| janvier 2022    | 19 février 2022           | Délégation spéciale |             | Présidée par Raphaël Bartolt, avec Michèle Bameu comme vice-présidente et Augusta Epanya, Arlette Magne et Catherine Pionnier comme membres. |
| 19 février 2022 | En cours (au 3 août 2022) | Zartoshte Bakhtiari | DVD         | Avocat Vice-président de l'EPT Grand Paris - Grand Est (2020 → 2021) |

## Équipements et services publics

### Enseignement
La commune de Neuilly-sur-Marne dépend de l'académie de Créteil et les écoles primaires de la commune dépendent de l'Inspection académique de la Seine-Saint-Denis. Pour le calendrier des vacances scolaires, Neuilly-sur-Marne est en zone C.
En 2011, la ville compte au total 3 collèges : Albert-Camus, Honoré-de-Balzac et Georges-Braque, 10 écoles élémentaires, 12 écoles maternelles, un lycée général / technologique et professionnel.

Établissements scolaires
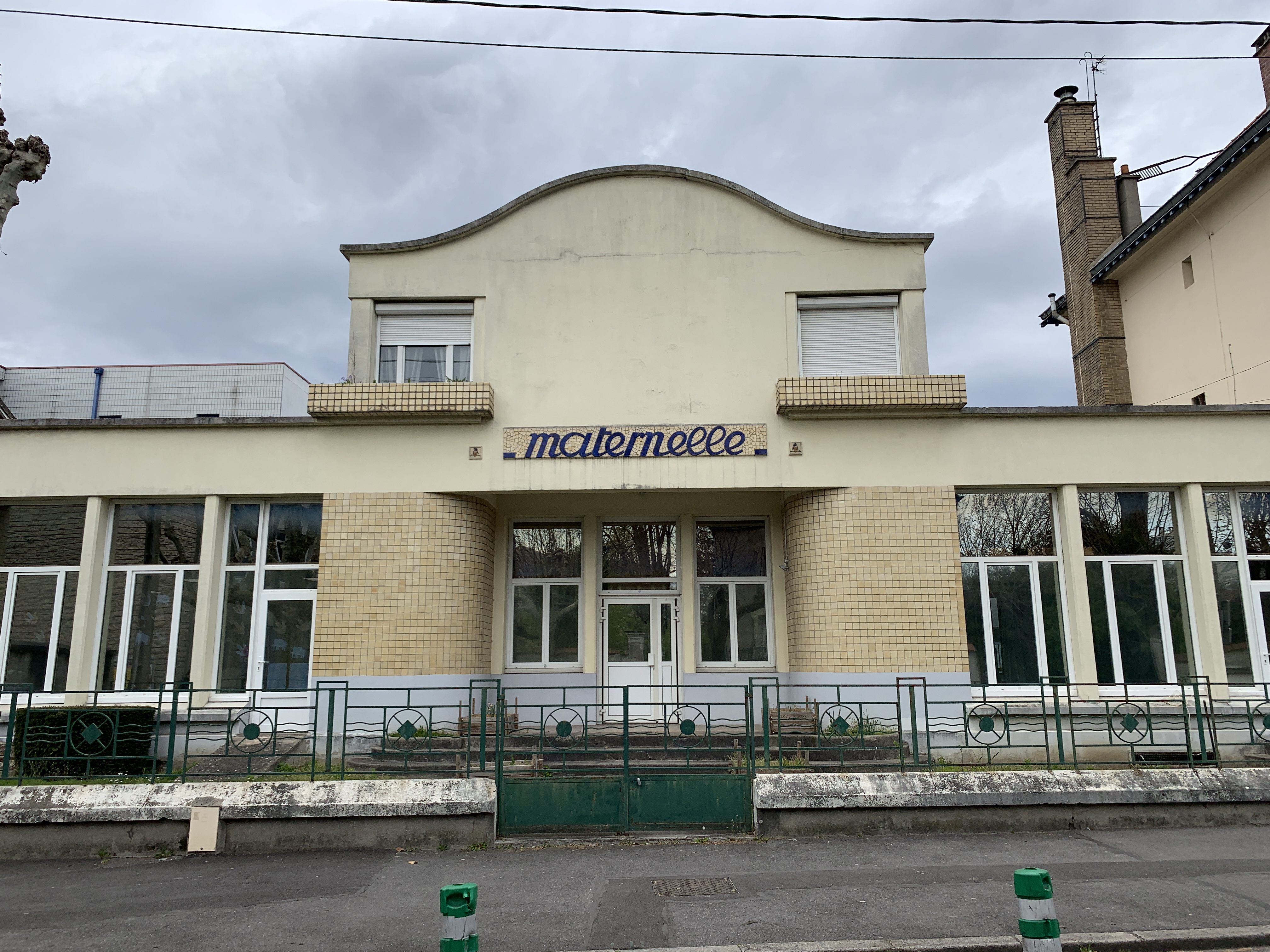
École maternelle Louis-Amiard.
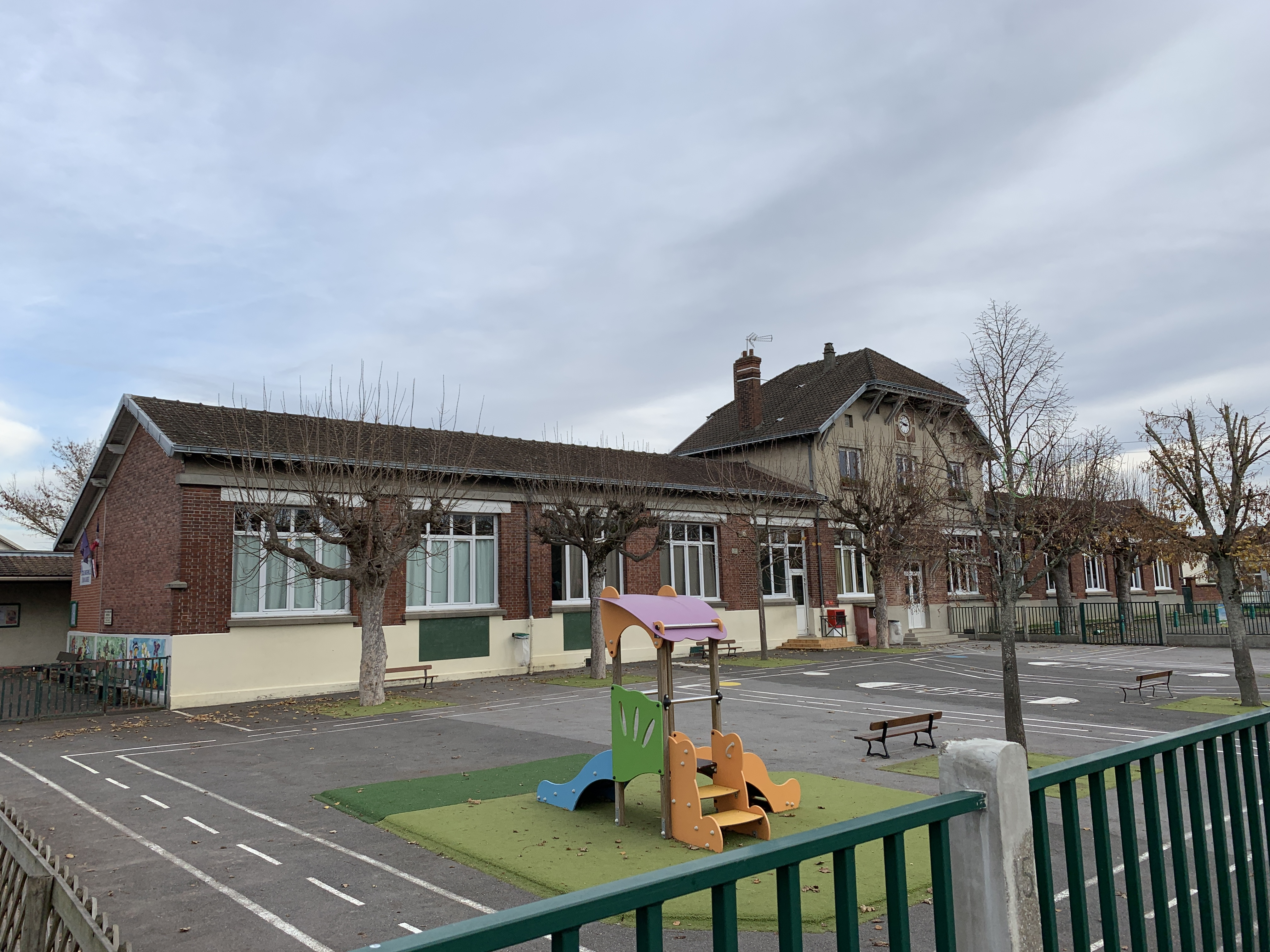
École Jean-Jaurès.
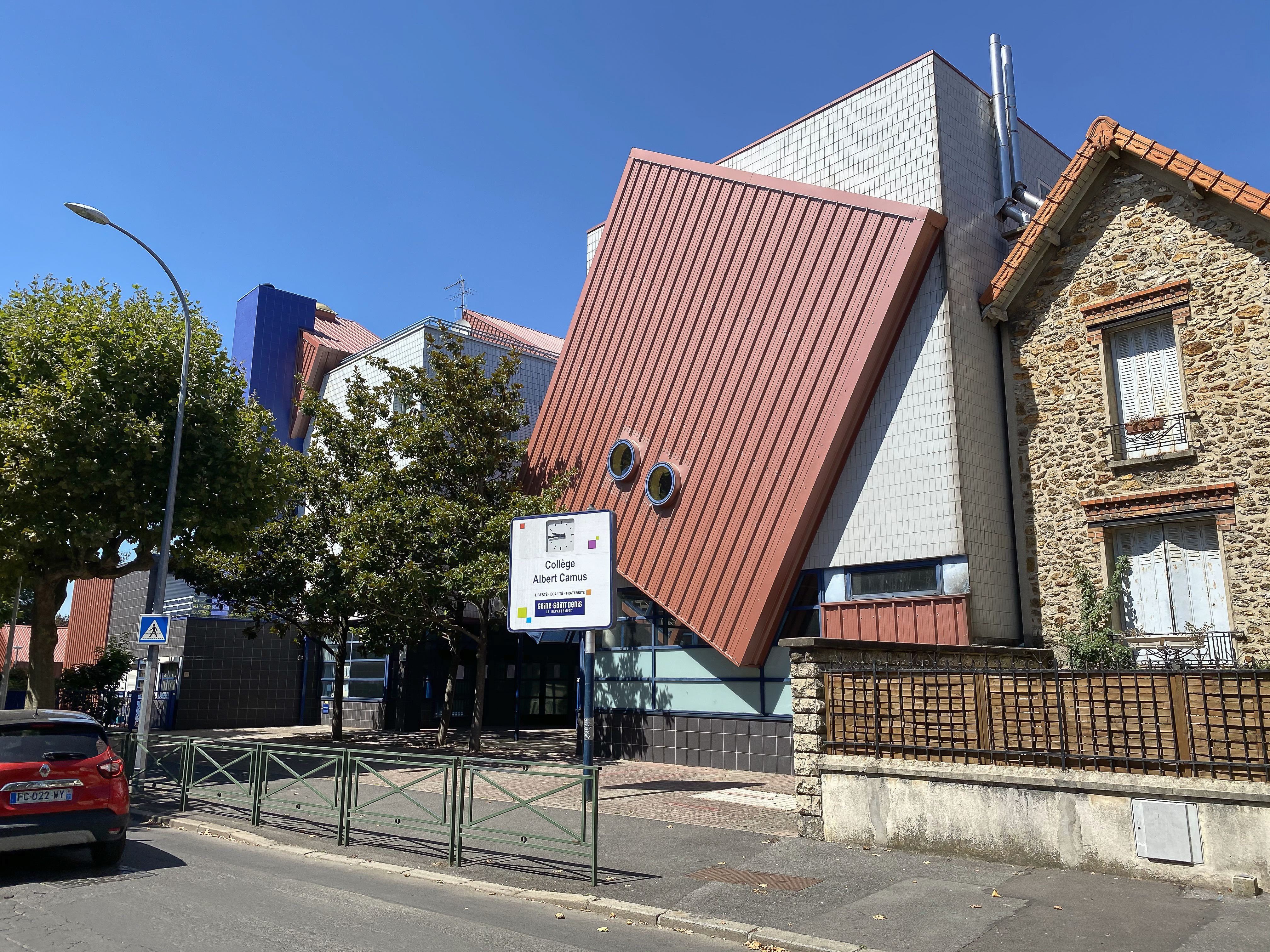
Collège Albert-Camus.

Autres équipements et services publics de Neuilly-sur-Marne
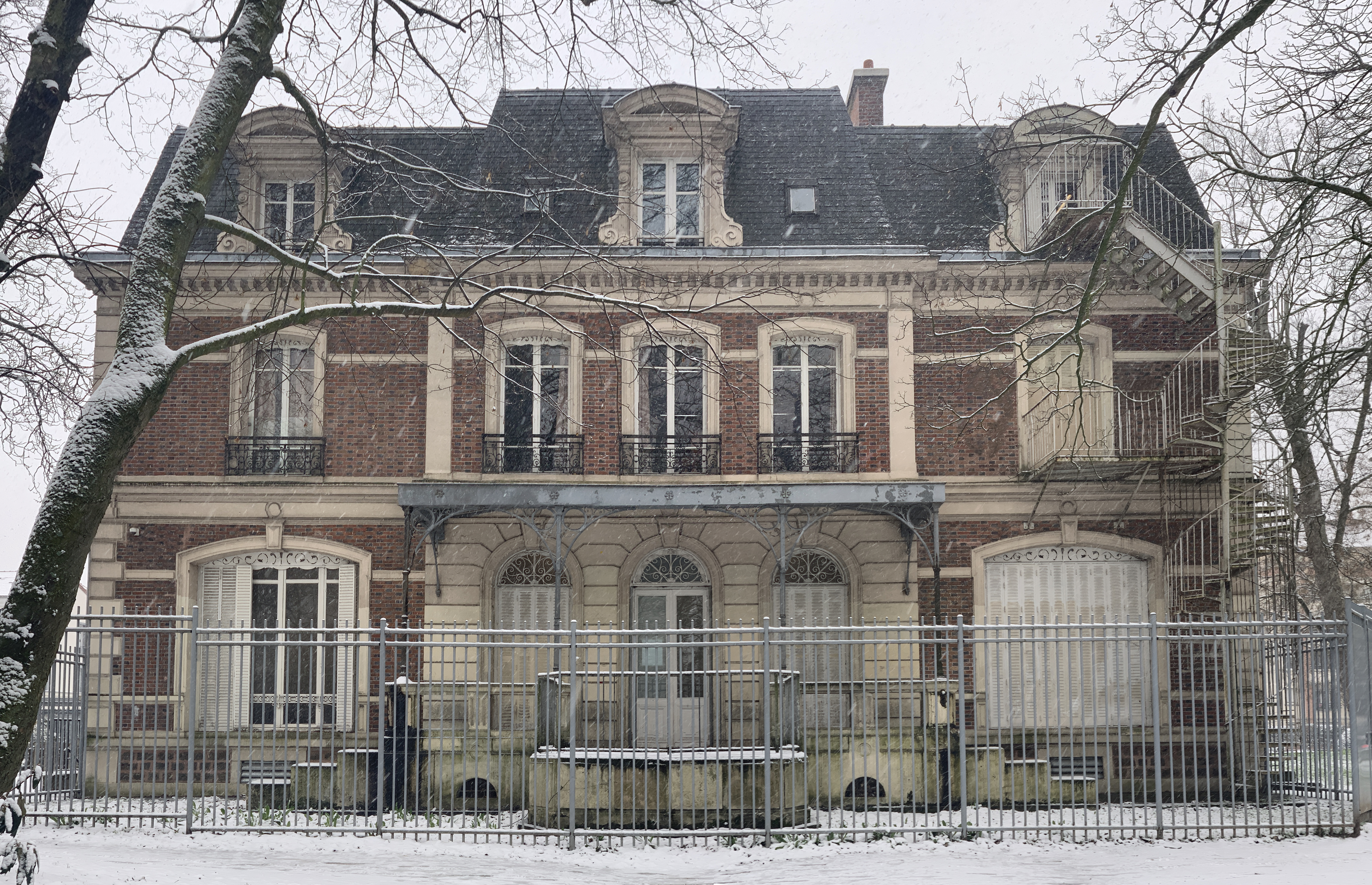
Le conservatoire Gabriel-Fauré.
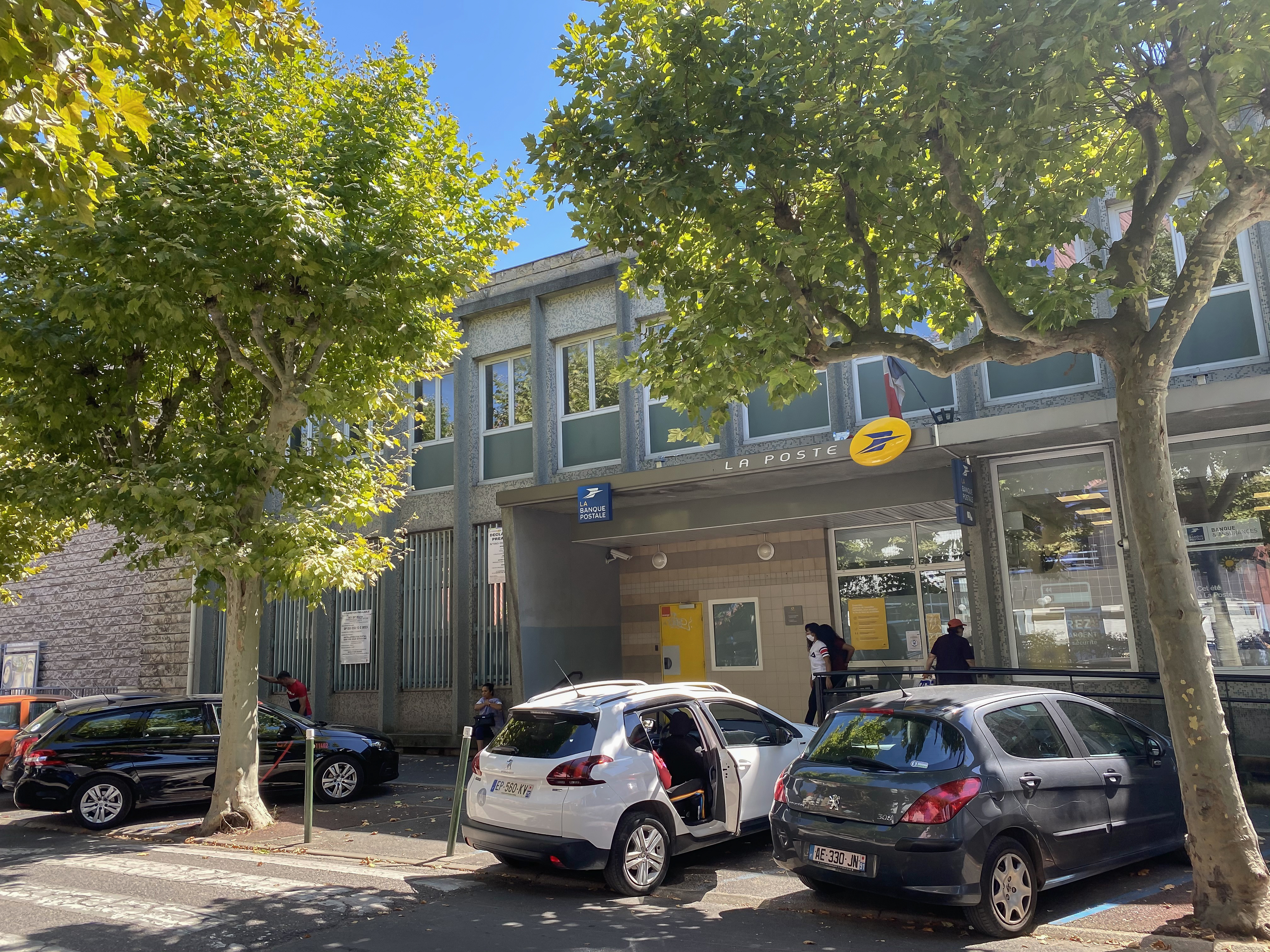
Bureau de poste.
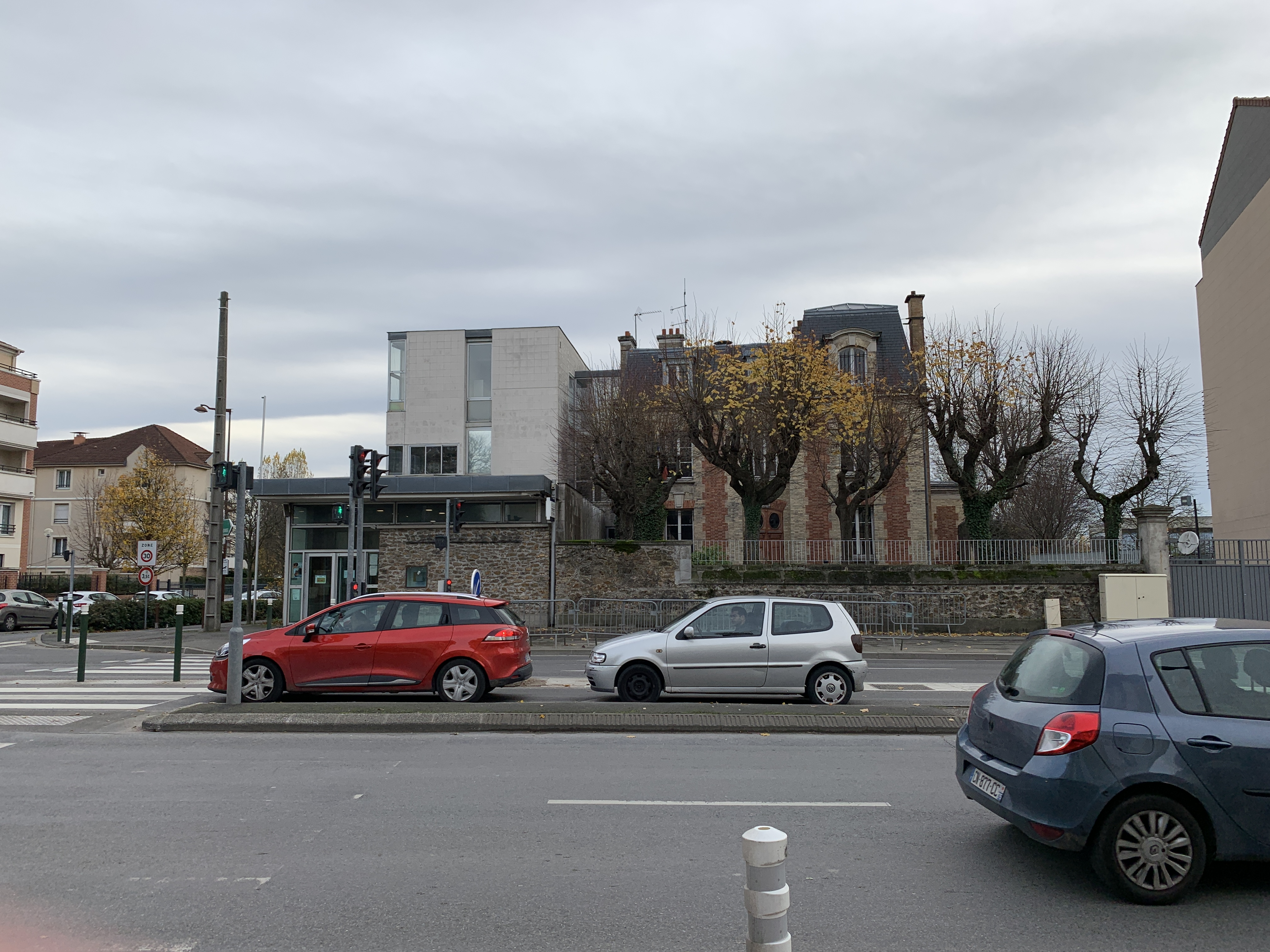
Commissariat de police.
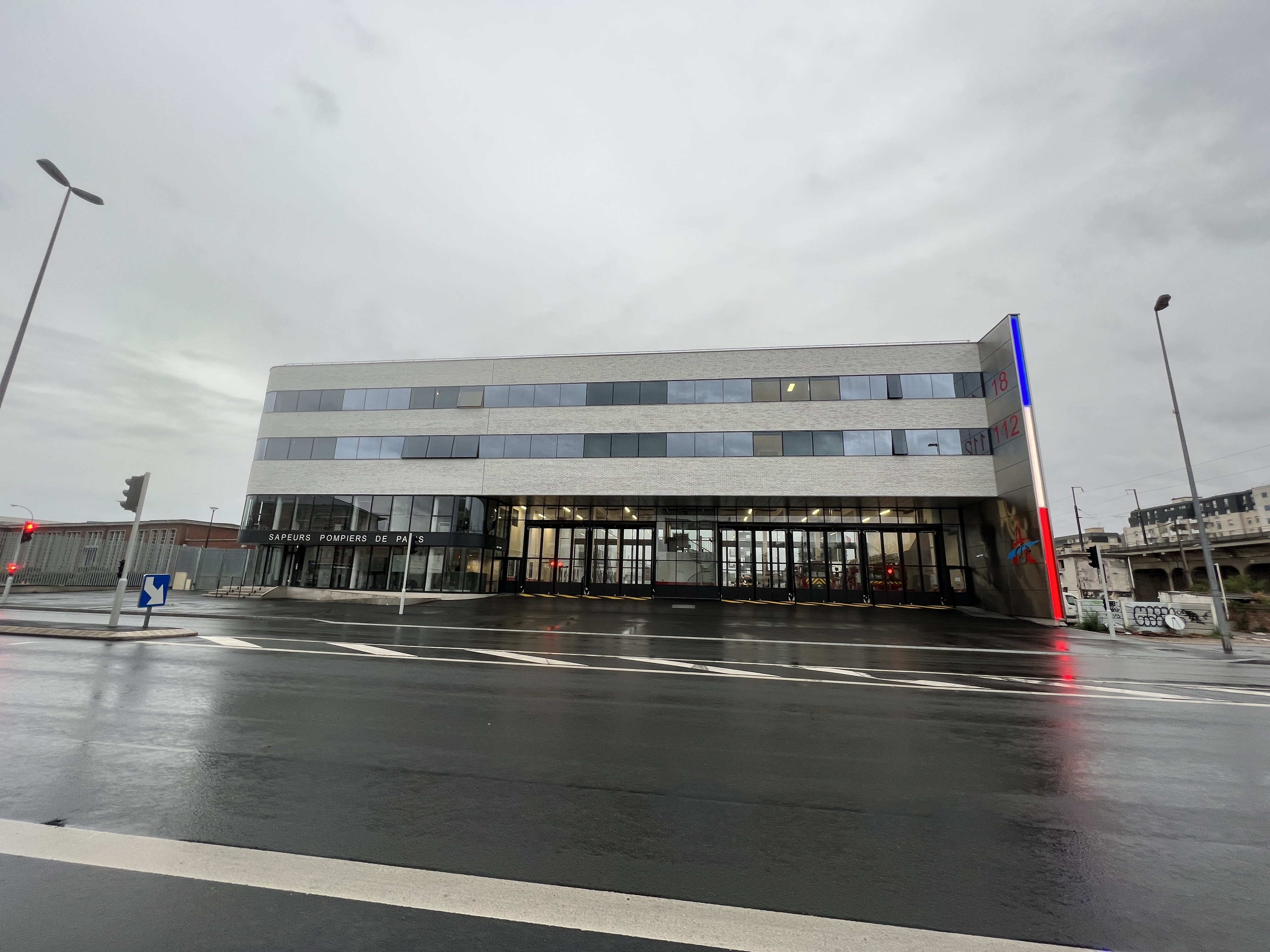
Caserne de pompiers.
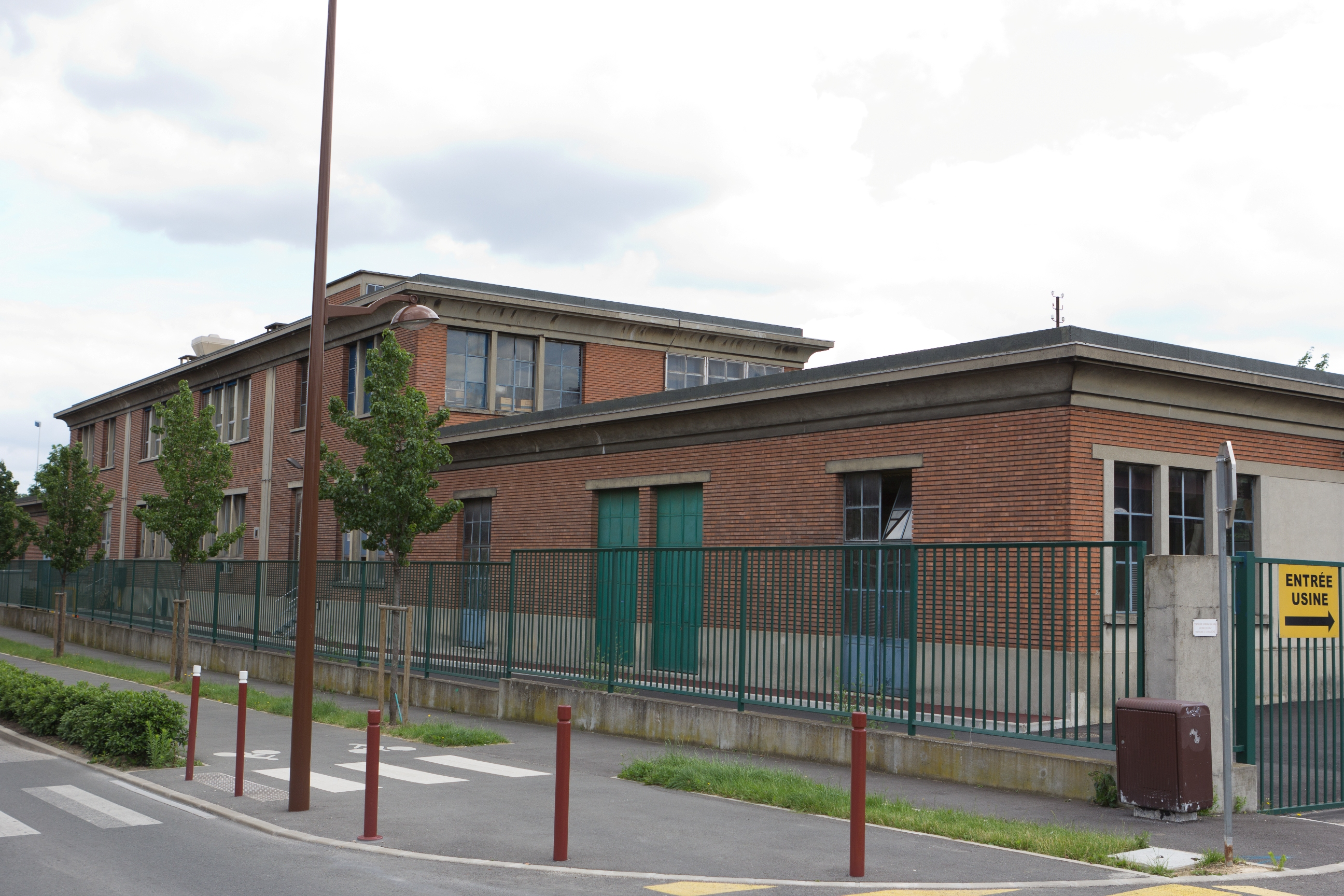
Usine des Eaux.

## Population et société

### Démographie
L'évolution du nombre d'habitants est connue à travers les recensements de la population effectués dans la commune depuis 1793. Pour les communes de plus de 10 000 habitants les recensements ont lieu chaque année à la suite d'une enquête par sondage auprès d'un échantillon d'adresses représentant 8 % de leurs logements, contrairement aux autres communes qui ont un recensement réel tous les cinq ans,.

En 2022, la commune comptait 38 799 habitants, en évolution de +11,86 % par rapport à 2016 (Seine-Saint-Denis : +4,67 %, France hors Mayotte : +2,11 %).
| 1793 | 1800 | 1806 | 1821 | 1831 | 1836 | 1841 | 1846 | 1851  |
| ---- | ---- | ---- | ---- | ---- | ---- | ---- | ---- | ----- |
| 581  | 621  | 624  | 749  | 935  | 945  | 974  | 973  | 1 021 |

| 1856  | 1861  | 1866  | 1872  | 1876  | 1881  | 1886  | 1891  | 1896  |
| ----- | ----- | ----- | ----- | ----- | ----- | ----- | ----- | ----- |
| 1 105 | 1 205 | 2 051 | 2 560 | 3 646 | 4 794 | 6 097 | 6 374 | 3 118 |

| 1901  | 1906  | 1911  | 1921  | 1926  | 1931   | 1936   | 1946   | 1954   |
| ----- | ----- | ----- | ----- | ----- | ------ | ------ | ------ | ------ |
| 4 118 | 4 432 | 5 621 | 6 271 | 8 654 | 10 415 | 11 224 | 10 541 | 12 798 |

| 1962   | 1968   | 1975   | 1982   | 1990   | 1999   | 2006   | 2011   | 2016   |
| ------ | ------ | ------ | ------ | ------ | ------ | ------ | ------ | ------ |
| 15 082 | 22 543 | 30 168 | 31 195 | 31 461 | 32 754 | 33 352 | 34 005 | 34 685 |

| 2021   | 2022   | - | - | - | - | - | - | - |
| ------ | ------ | - | - | - | - | - | - | - |
| 37 531 | 38 799 | - | - | - | - | - | - | - |

Les chiffres antérieurs à 1892 incluent la population de Neuilly-Plaisance.

### Sports et loisirs

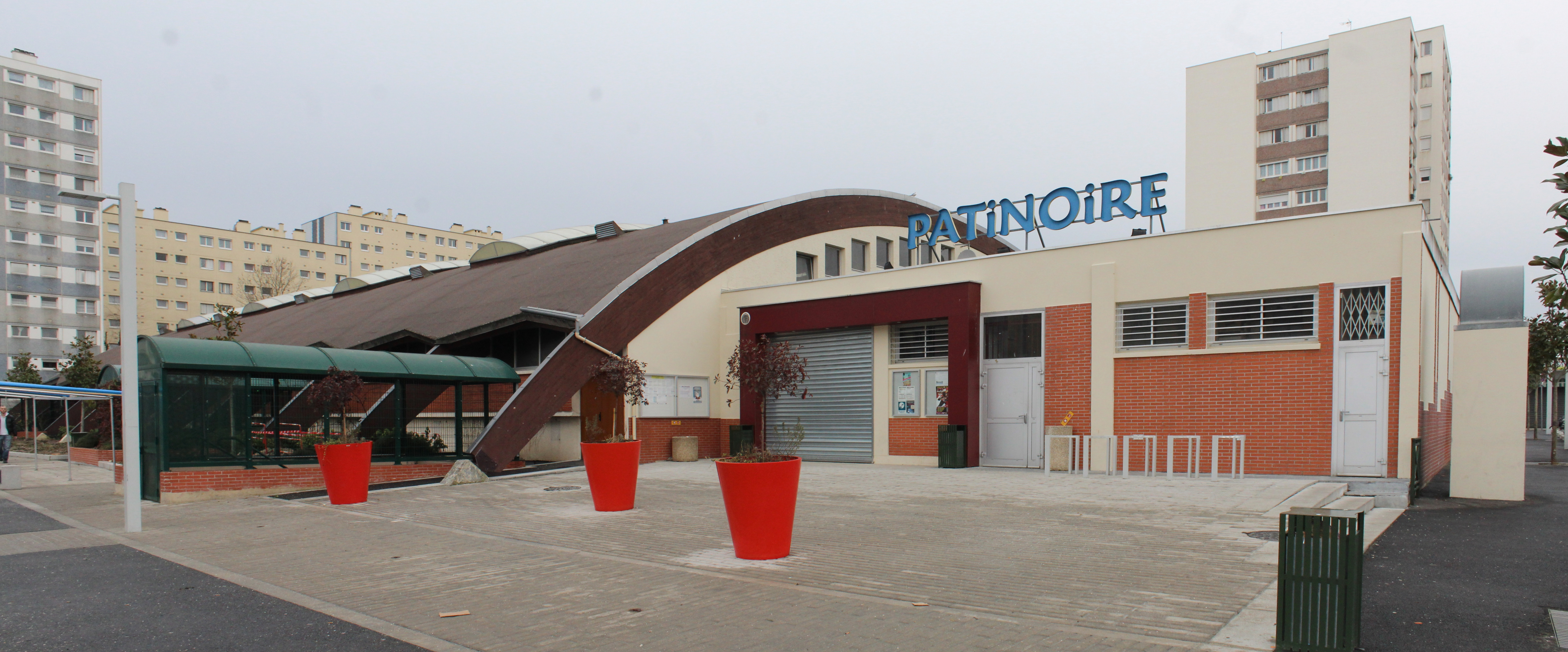
Patinoire municipale.

- Le Sporting Football Club de Neuilly-sur-Marne évolue en Nationale 3 depuis la saison 2023-2024.
- Le Neuilly-sur-Marne Basket Ball évolue en Championnat de France de Nationale 3 masculine, ayant notamment vu débuté le basket ball à Neuilly sur Marne le MVP de PRO A de la saison 2017 : Moustafa Fall, joueur de l'Équipe de France depuis 2018.
- Le Hockey Club Neuilly-sur-Marne, pensionnaire de Division 1, ayant notamment formé le joueur professionnel Nicolas Pousset, évolue à la patinoire municipale.
- Le tennis club de Neuilly-sur-Marne
- Le Paris-Colmar : Neuilly-sur-Marne est la ville départ de la plus grande marche du monde depuis 1998. Paris (Neuilly-sur-Marne) - Colmar est une compétition de marche de grand fond internationale, longue de 440 kilomètres. Elle se déroule chaque année au mois de juin.
- Le Club d'athlétisme de Neuilly-sur-Marne : stade d'athlétisme situé dans le parc du Croissant-Vert[41].

## Économie

### Revenus de la population et fiscalité
Le nombre de ménages fiscaux en 2013 était de 12 936 (dont 63,9% sont imposés) représentant 33 501 personnes et la médiane du revenu disponible par unité de consommation de 19 321 €.

### Emploi
En 2014, le nombre total d’emploi dans la zone était de 9 994, occupant 15 419 actifs résidents (salariés et non-salariés).
Le taux d’activité de la population âgée de 15 à 64 ans s'élevait à 76,3% contre un taux de chômage de 14,4%.

### Entreprises et commerces

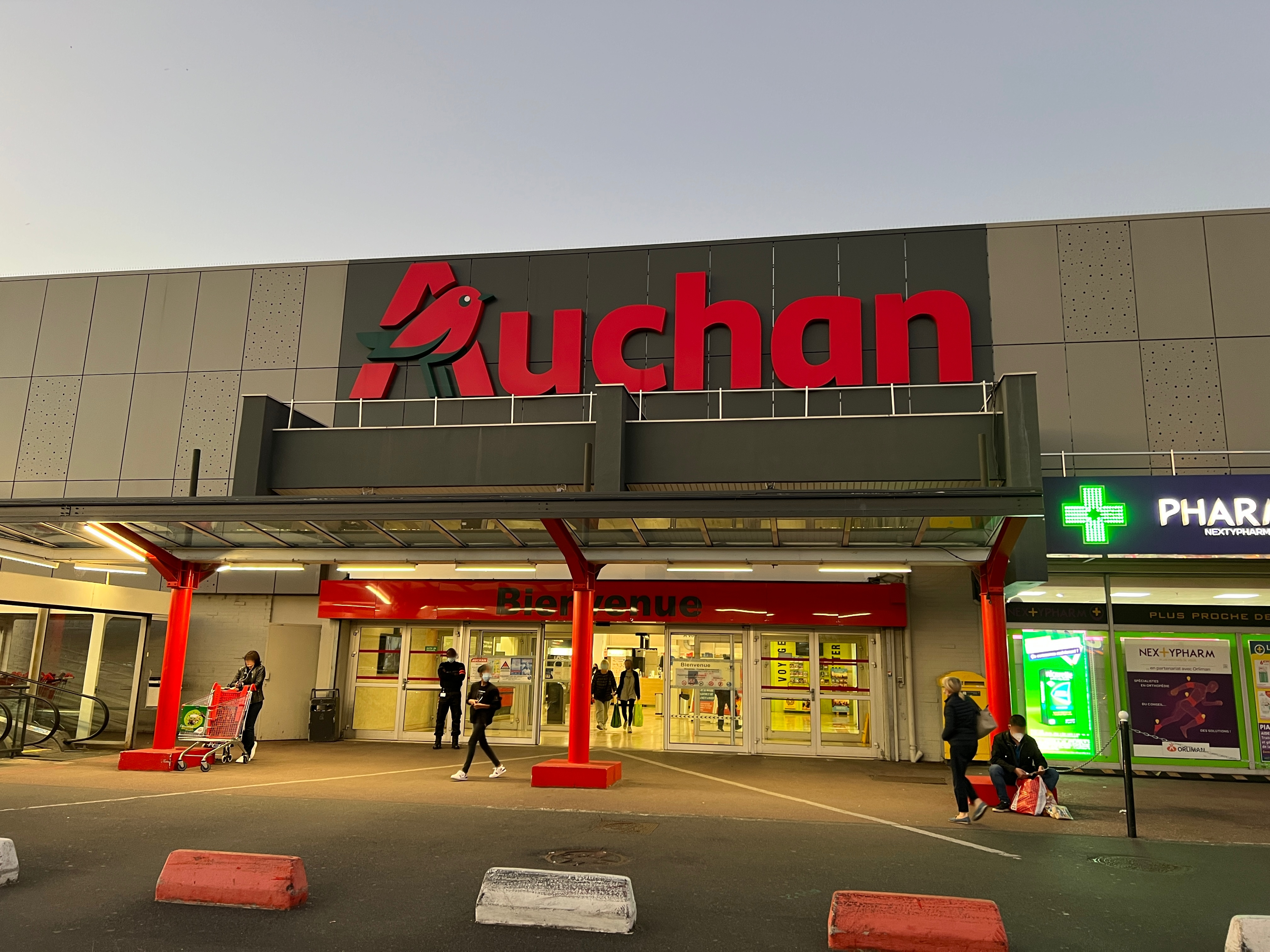
Centre commercial du Baobab.

En 2015, le nombre d’établissements actifs était de deux mille deux-cent vingt et un dont cent dans l'industrie, trois cent vingt-quatre dans la construction, mille cinq cent quarante-six dans le commerce-transports-services divers et deux cent cinquante et un étaient relatifs au secteur administratif.
Cette même année, deux cent quatre-vingt entreprises ont été créées dont cent soixante dix-huit par des auto-entrepreneurs.

## Culture locale et patrimoine

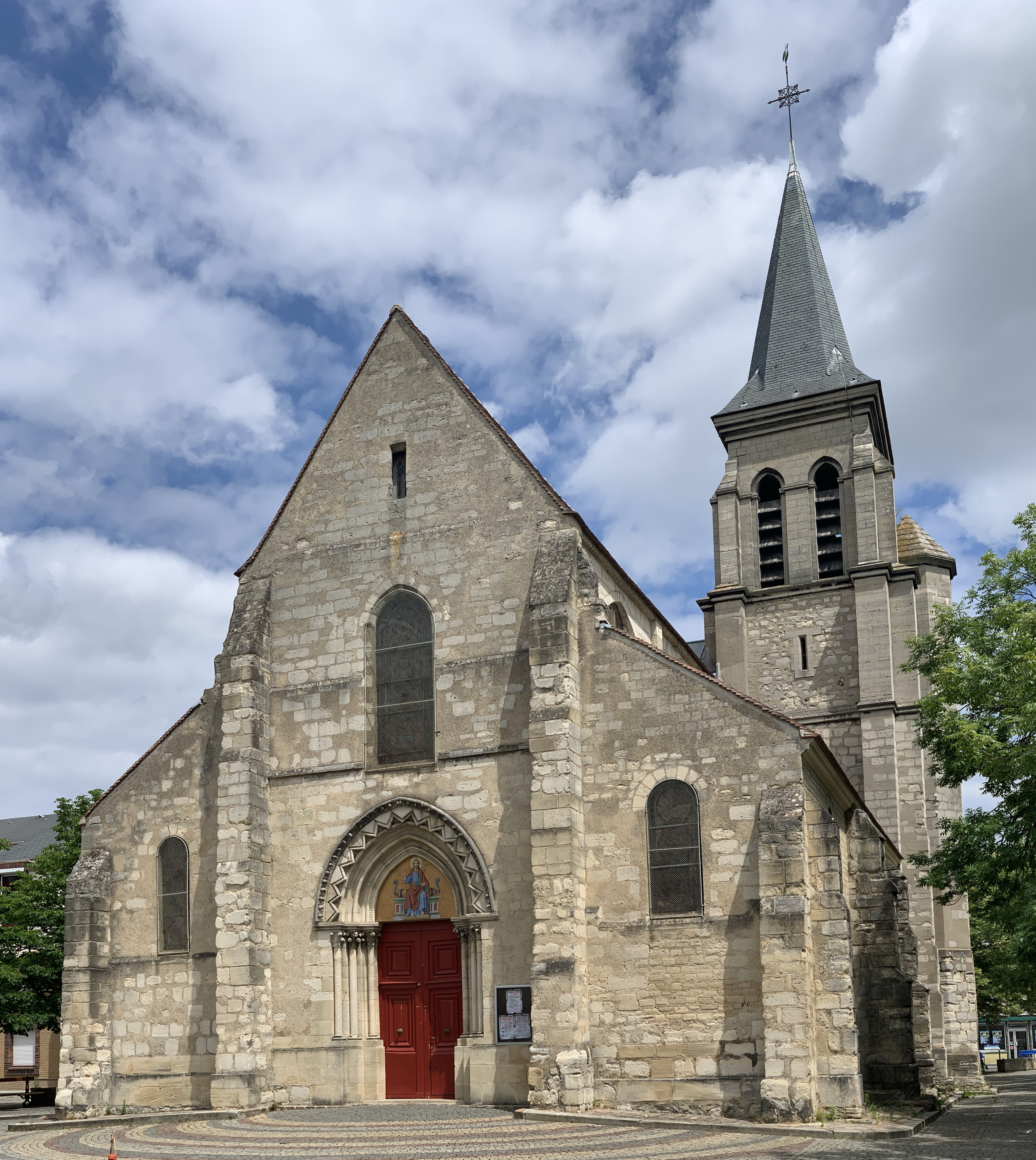
Église Saint-Baudile.

### Lieux et monuments

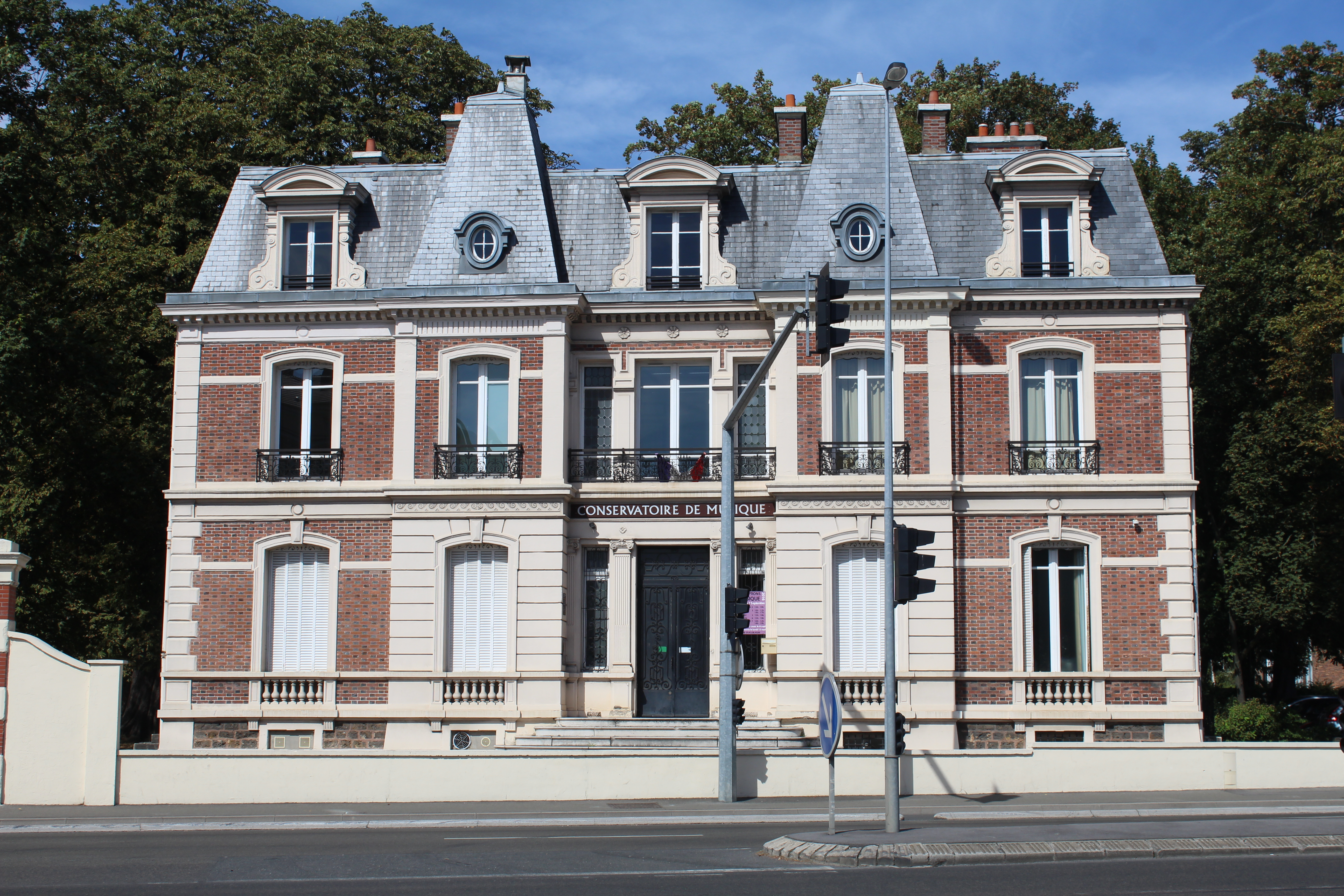
Château Guérin.

- L'église Saint-Baudile inspira Maurice Utrillo.
- Hôpitaux psychiatriques de Ville-Évrard et de Maison Blanche.
- Parc départemental de la Haute-Île.
- Le camping de la Haute île sur les bords de la Marne.
- Les bords de la Marne et du canal de Chelles avec le bar de la Marine (ancienne guinguette), construite vers 1880. La Maison de l'éclusier, à l'entrée du canal et construite lors du percement de celui-ci, élément indissociable de la vie et du fonctionnement de la voie d'eau. L'écluse est désormais automatique.
- L'écluse de Neuilly
- Le « bar de la Marine » en bord de Marne. Édifice modeste mais intéressant pour son histoire. C'est une ancienne guinguette, construite vers 1880.
- Le Parc du Croissant-Vert (Le Parc des 33 Hectares), très grand parc où l'on peut traverser 33 hectares de verdure et où l'on peut pratiquer des sports (vélo, courses…) et laisser ses enfants jouer sur différentes attractions.
- La communauté Emmaüs de Neuilly-sur-Marne est une des premières communautés Emmaüs après sa voisine de Neuilly-Plaisance, créée en 1949 par l'abbé Pierre.
- La Cité-jardin, édifiée en 1934 par Julien Hirsch pour l'OPHBMSO, l'office public d'habitation à bon marché de Seine-et-Oise 79 rue Paul-et-Camille-Thomoux, 60 rue du 11-Novembre.
- Immeubles Art déco, au 123 avenue du Maréchal-Leclerc (RN 34), de l'architecte Delgorges. Il abrita pendant des décennies l'hôtel du Cheval blanc sur l'emplacement de l'auberge du même nom, un des relais de poste les plus anciens de la commune. Un autre immeuble à l'ornementation proche de l'Art déco, 6 rue du Général-Schmitz.
- « Les maisons Turin », construites par les architectes Albert et Maurice Turin pour la Société d'habitations à bon marché entre autres dans le quartier pavillonnaire du Pré fleuri rue du Général-Donzelot, rue Abel-Tuffier (no 19 et 22) et rue Fromentin et rue du Colonel-Moll sur le côté impair (numéros 9, 11, 15 à 39), et rue de la Paix, sur les deux côtés.
- L'ancienne mairie au 95 rue Émile-Cossonneau construite en 1850 sur l'emplacement d'un relais de poste « Au puits de Jacob » par l'architecte M. Bourgeois. De style classique, elle est surplombée par un fronton qui lui apporte toute la prestance due à sa fonction.
- L'Oasis, ancienne propriété Amiard rue Pierre-Brossolette.
- Le château Guérin (Conservatoire de musique) 39, avenue du Général-de-Gaulle, ou le commissariat de police de style néo-Louis XIII.
- Immeubles Les Croisés 1 à 6 allée Guynemer et rue Marx-Dormoy, construits par l'architecte Henri-Pierre Maillard, basés sur le « Modèle innovation Maillard sae », le système constructif inventé par l'architecte et communément appelé « tabouret Maillard ».
- Les pompes Farcot : datant de 1903, elles sont désormais exposées dans le jardin de l'eau en bordure de l'avenue Marx-Dormoy.
- La chapelle Sainte-Marie et le centre culturel laïc, complexe Marcel-Pagnol, abrités dans le même bâtiment, ont été mis en œuvre par l'architecte Gilles Louis en 1973, esplanade Saint-Germain et rue du Berry.
- Le groupe scolaire Jean-Jaurès, place Maximilien-Robespierre. Situé dans le quartier de l'Avenir, il a été construit en plusieurs fois à partir du premier projet des architectes Drouet et Disse en 1928.
- Gare SNCF, place de la Gare, construite en 1936 par la Compagnie du Nord pour compléter la desserte de la ligne de Grande Ceinture.
- La maison des notaires 56, rue Théophile-Gaubert. Bâtiment de la fin du XVIIe siècle.
- Maison bourgeoise (XIXe siècle) 48, rue Théophile-Gaubert, construite pour Frédéric Flaxland, peintre, compositeur et musicien ; elle fut un rendez-vous littéraire et musical qui accueillit au XIXe siècle nombre de personnalités célèbres notables, dont Franz Liszt, Frédéric Chopin, Henri Heine, George Sand.

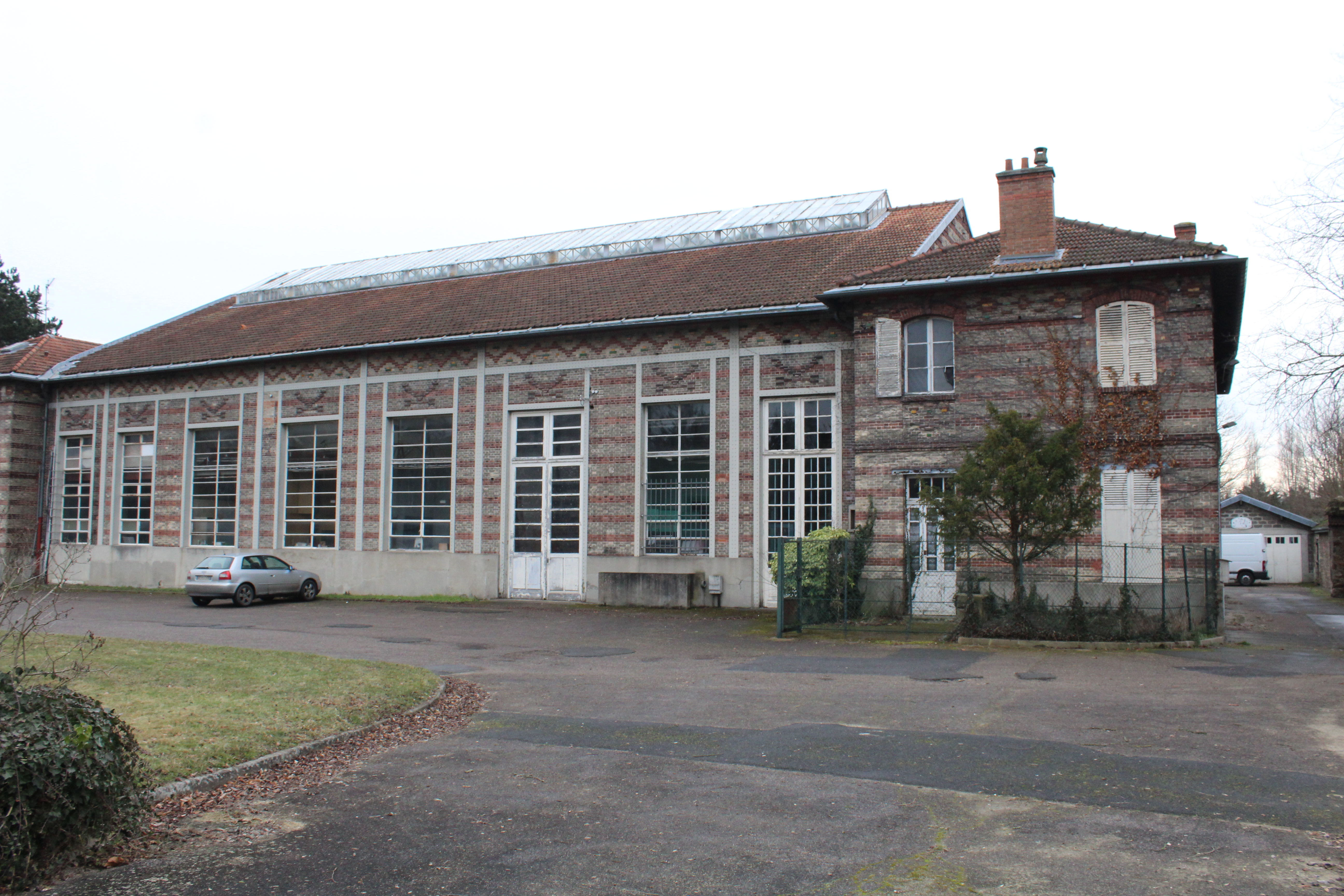
Bâtiment de l'hôpital de Ville-Évrard.
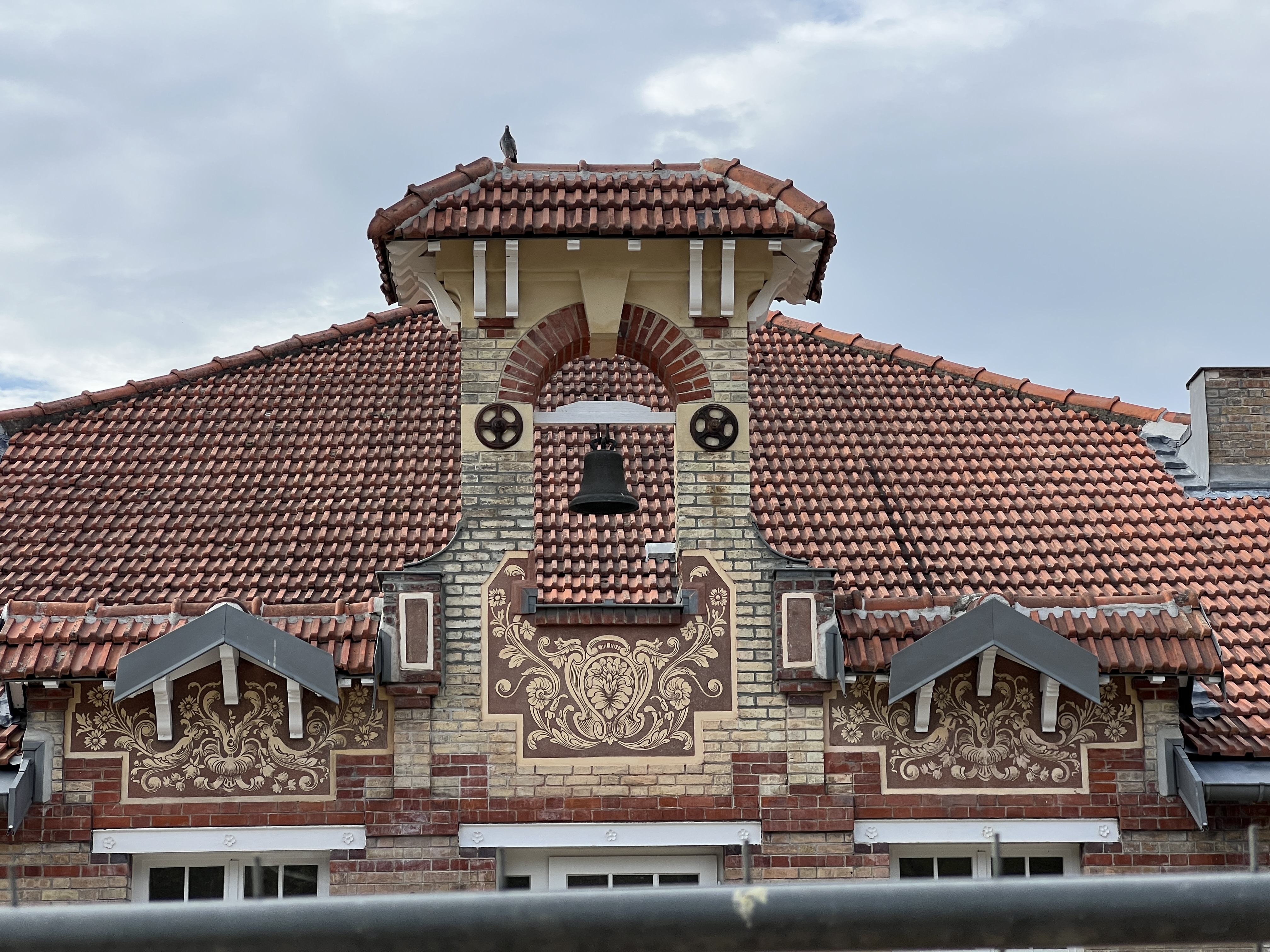
Fronton décoratif de la crèche de l'hôpital de Ville-Évrard.
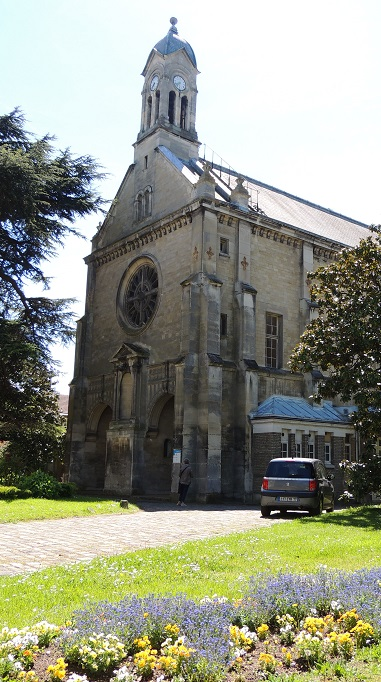
Chapelle de Ville-Évrard.
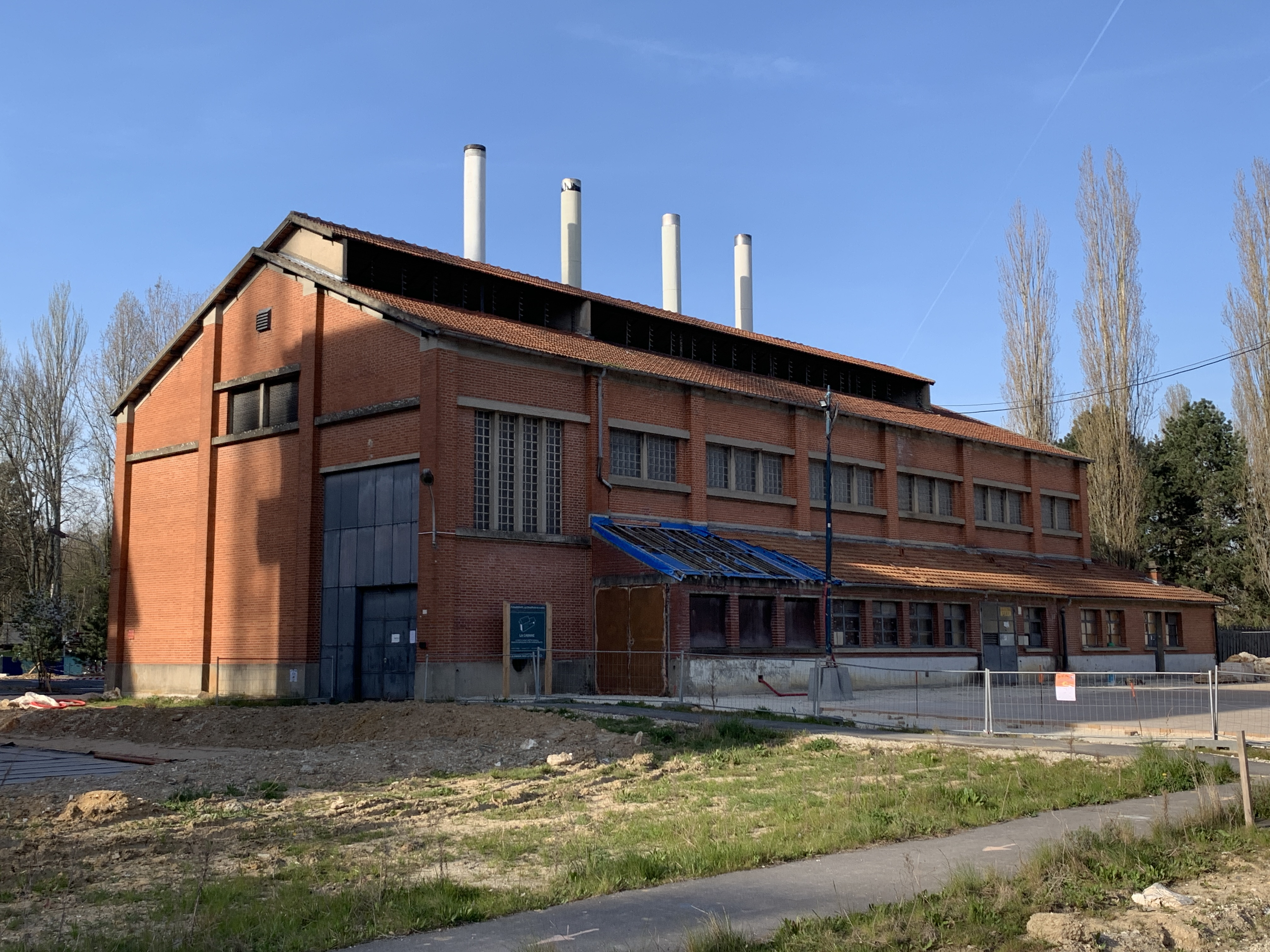
Ancienne chaufferie de Maison-Blanche.
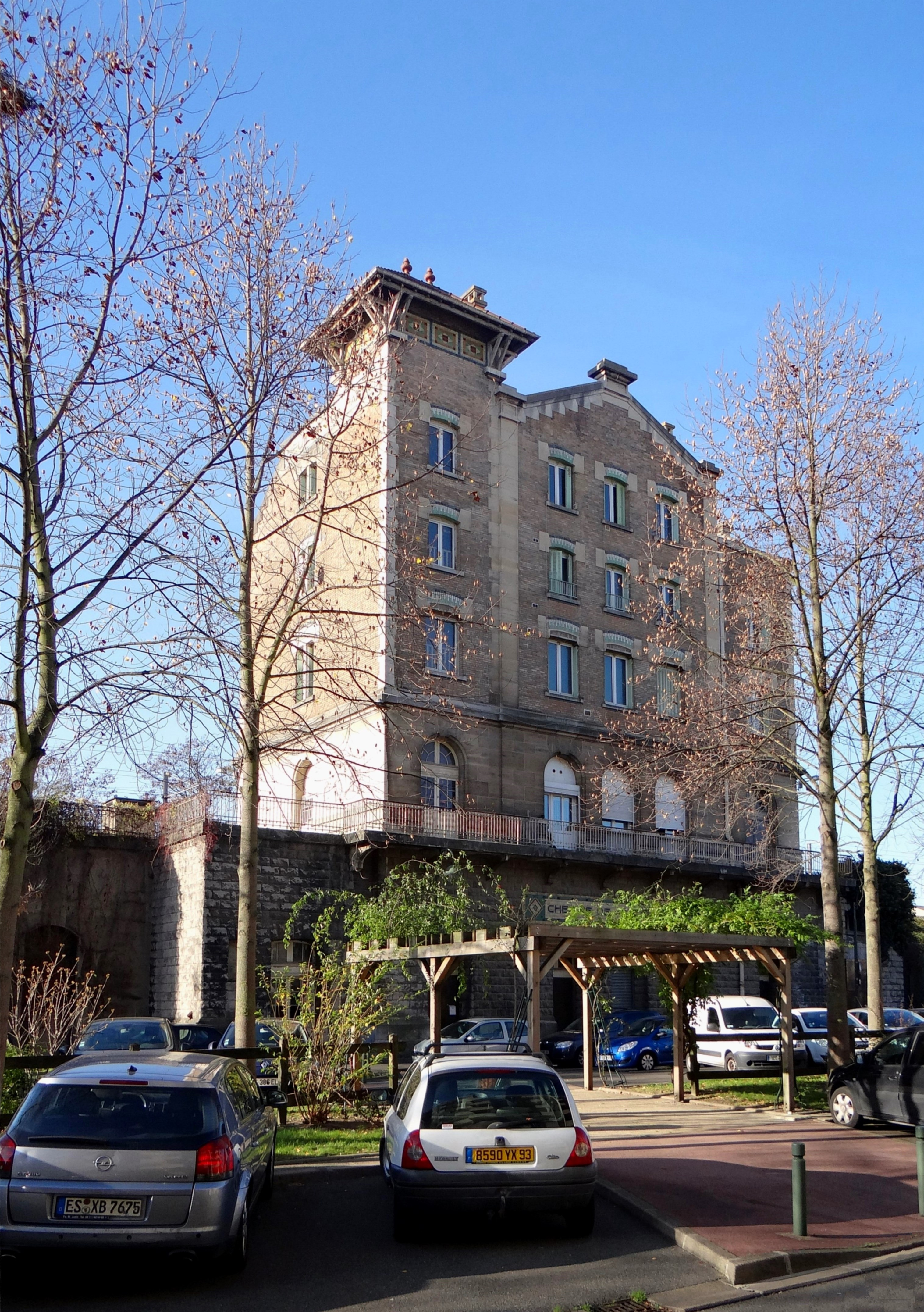
Ancienne gare de Neuilly-sur-Marne.
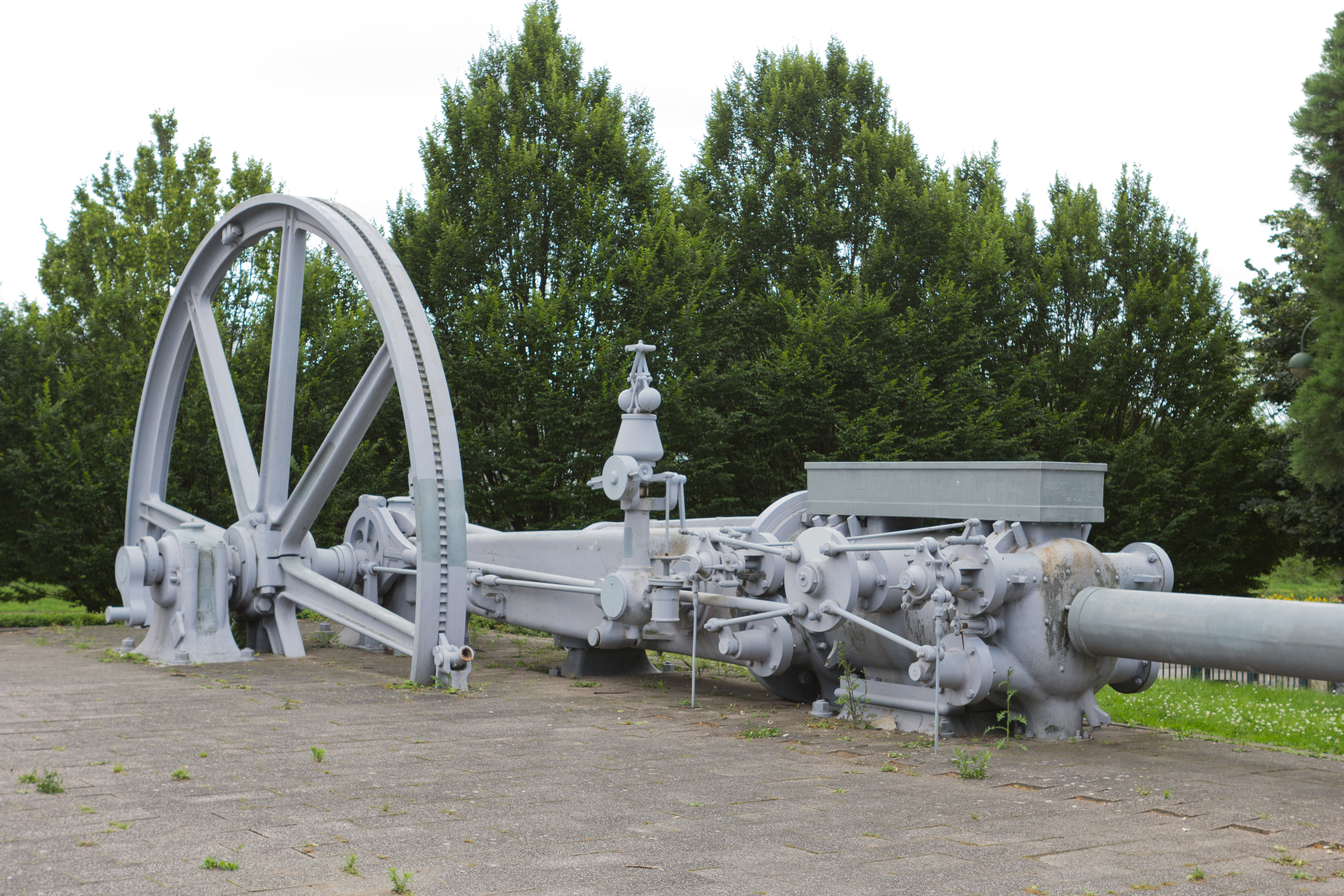
Pompes Farcot au square de l'Eau.
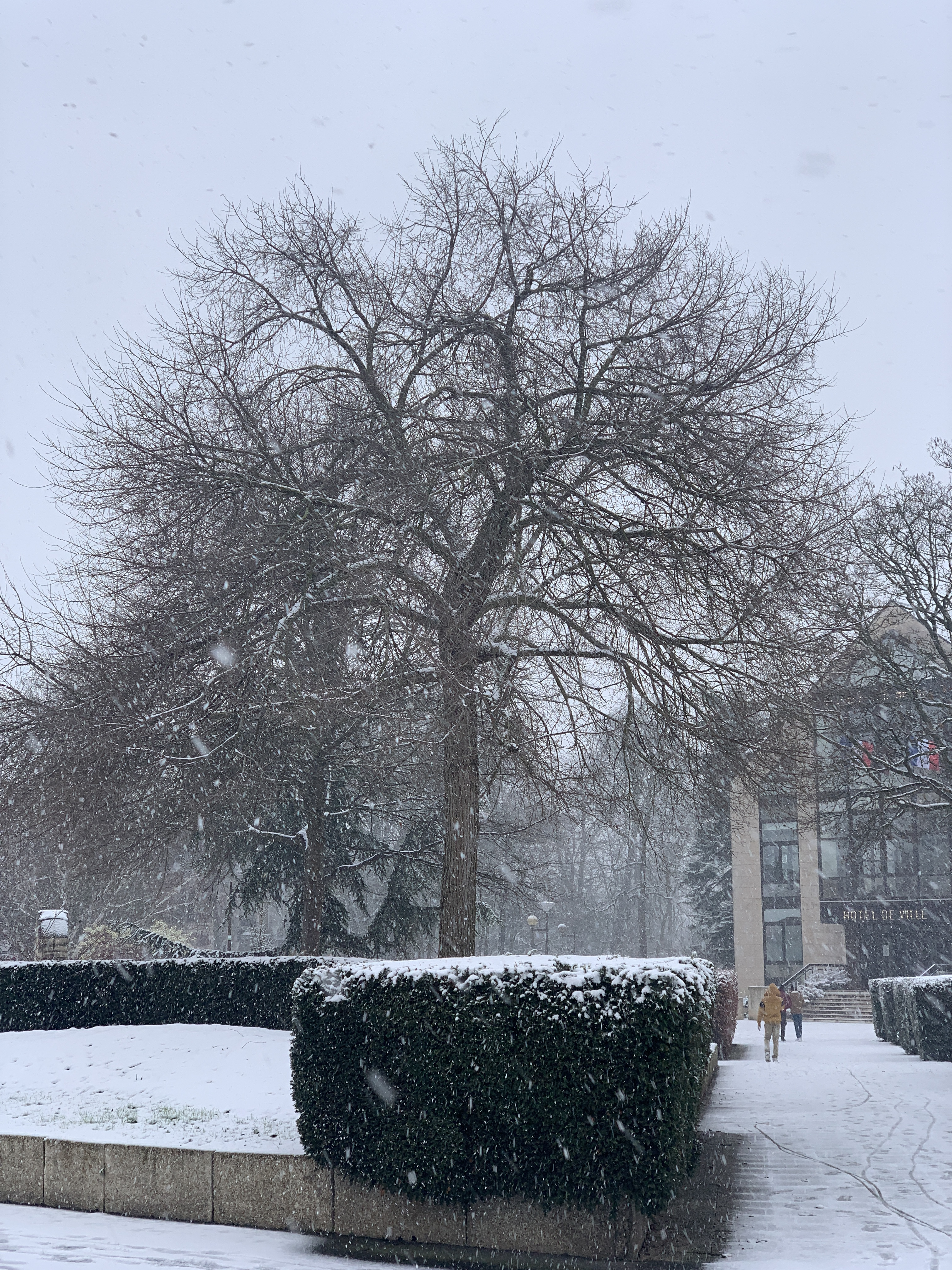
L'arbre de la liberté planté en 1989.
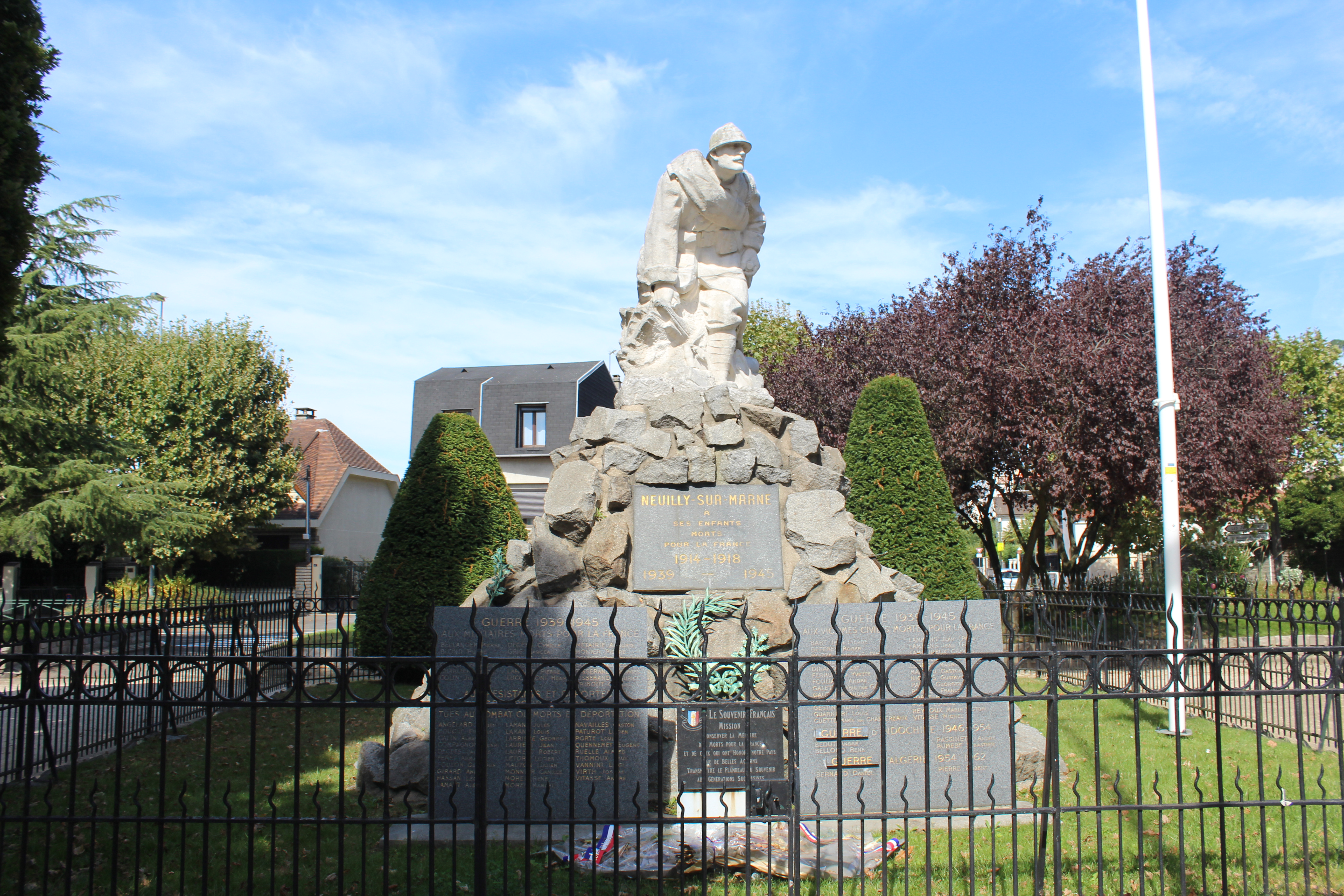
Monument aux morts.
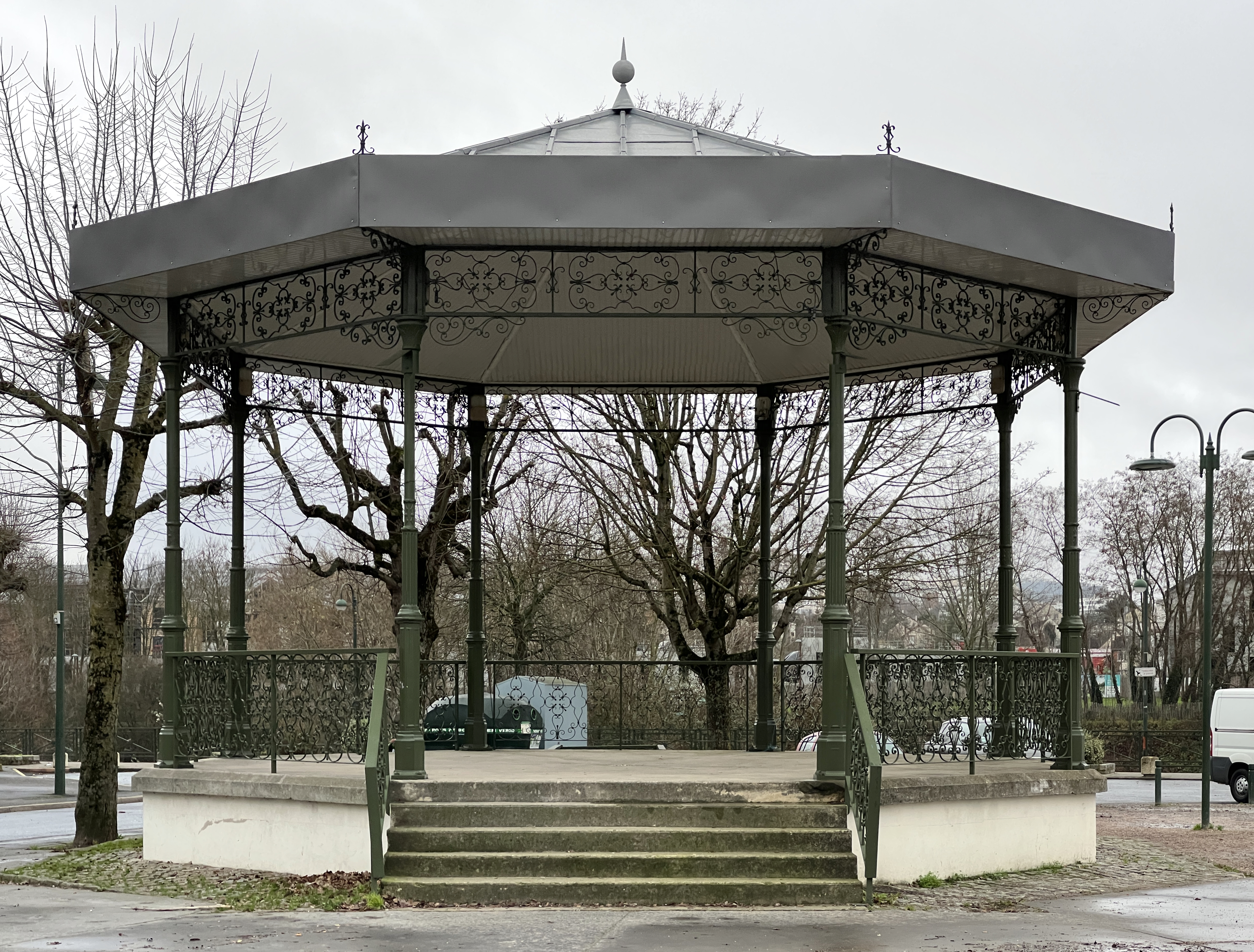
Kiosque, place Stalingrad.

### Personnalités liées à la commune
- Foulques de Neuilly, personnage de la quatrième croisade et célèbre prédicateur, abbé de Neuilly-sur-Marne en 1191.
- François-Xavier Donzelot (né le 7 janvier 1764 à Mamirolle, Doubs - mort en 1843 à Neuilly-sur-Marne).
- Franz Liszt qui parmi nombre de musiciens célèbres rendait visite au compositeur et musicien Frédéric Flaxland au 48 rue Théophile-Gaubert.
- Jean-Baptiste Du Hamel, oratorien, curé de Neuilly-sur-Marne de 1653 à 1663, chancelier de l'église de Bayeux, secrétaire de l'Académie des sciences, né à Vire en 1624, mort le 6 août 1706.
- Louis Amiard (1872 - 1935), maire de la commune de 1904 à 1935, député de Seine-et-Oise de 1909 à 1919, sénateur de Seine-et-Oise de 1927 à 1935, initiateur en France des chèques postaux (1916)[43]. Un groupe scolaire proche de la poste centrale porte son nom.
- Marcel Lambert (1897-1982), sénateur du Morbihan de 1959 à 1974, maire de Pontivy de 1947 à 1971, grand-père de l'humoriste Jean-Yves Lafesse (Jean-Yves Lambert), y est né le 10 novembre 1897.
- Le peintre Raphy est né à Neuilly-sur-Marne le 9 novembre 1926.
- Nicolas Pousset[pourquoi ?], joueur de hockey professionnel[réf. nécessaire].
- Sylvain Wiltord, footballeur international, champion d'Europe 2000, vice-champion du monde 2006, est né et a grandi à Neuilly-sur-Marne.
- Moustapha Fall (1992- ), joueur français de basket-ball qui évolue au poste de pivot, vice-champion olympique à Tokyo en 2021, a été licencié au Neuilly-sur-Marne Basket. Un terrain de sport porte son nom dans le parc de la ville[44].
- Jean Stephan (1912-1942) Infirmier résistant français (Chevalier de la Légion d'honneur). Domicilié à Gagny. Il a une avenue à son nom dans la commune.

### Héraldique et logotype
| Blason de Neuilly-sur-Marne | Blason  | D'argent à la fasce ondée d'azur accompagnée en chef d'une croix de calvaire de gueules accostée de deux croissants versés de sinople et en pointe d'un rateau en bande et d'une bèche en barre passés en sautoir, le tout de gueules. Devise / CriDiex el volt |
| Blason de Neuilly-sur-Marne | Détails | Le blason rappelle l’abbé Foulques qui prêcha la 4e croisade au XIIe siècle. Les croissants, pointes en bas, anticipent la défaite des infidèles devant les croisés. La bande bleue sinueuse figure la mer à traverser pour atteindre la Terre Sainte. « Diex el volt » est la devise de Foulques signifiant « Dieu le veut » Le statut officiel du blason reste à déterminer. |

Ancien logo de la commune.

La commune s’est en outre dotée en 1992 d’un logotype,.

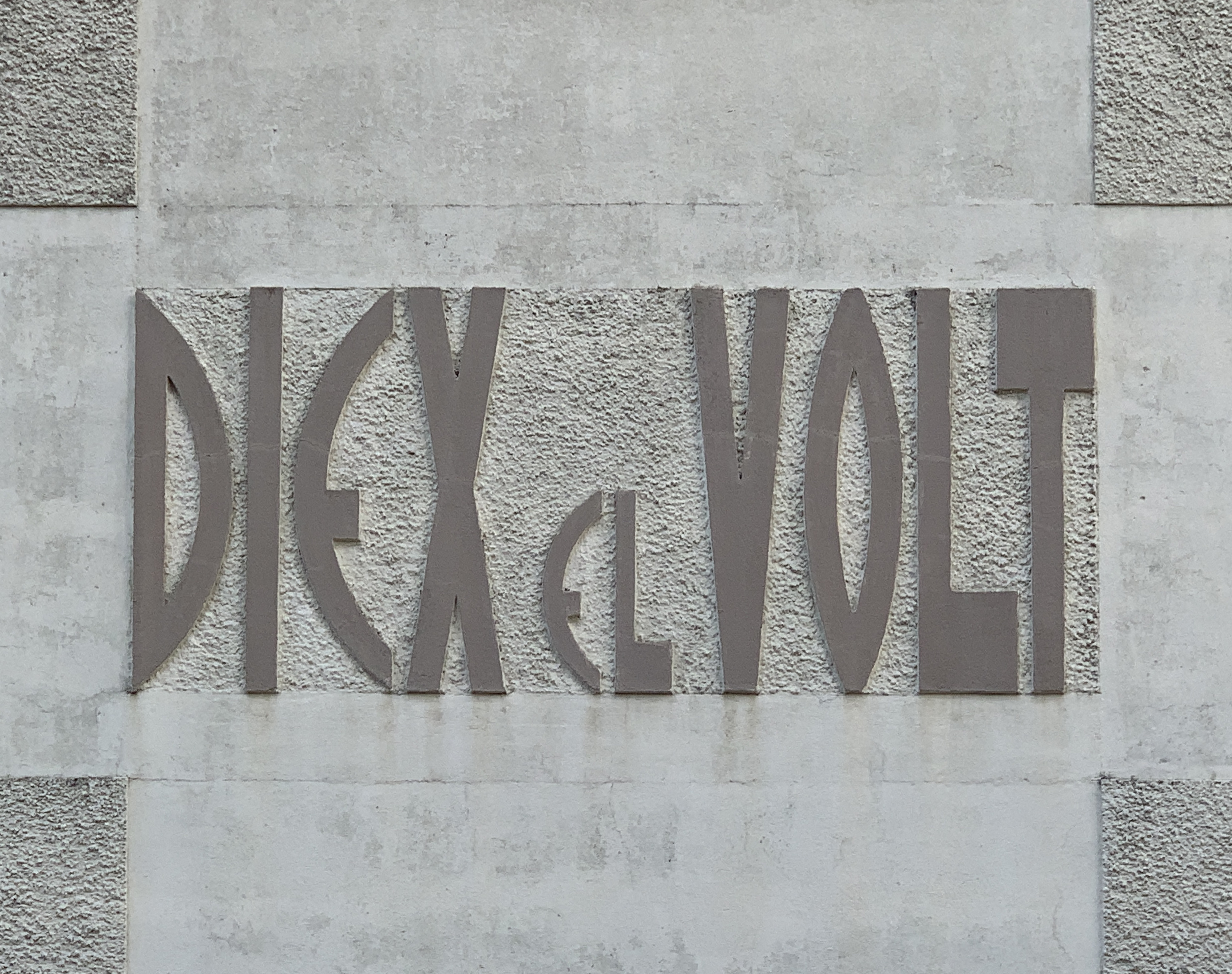
La devise Diex el volt affichée sur la façade du presbytère.